# Le Chariot de foin
Le Chariot de foin est le titre attribué au panneau central d'un triptyque exécuté vers 1515-1520 par le peintre néerlandais Jérôme Bosch (et son atelier), et, par extension, au triptyque lui-même. Comme les autres triptyques de Jérôme Bosch, il évoque, selon une perspective allégorique moralisante qui condamne en même temps qu'elle cherche à prévenir, le parcours de l'humanité en proie aux vices et aux tentations terrestres, que désigne métaphoriquement le chariot de foin, depuis le Péché originel, sur le panneau de gauche, jusqu'à la Damnation aux Enfers, sur le panneau de droite. Les volets refermés représentent quant à eux Le Colporteur, qui peut être interprété comme une version figurative du même parcours, de l'homme sur le chemin semé d'embûches de la vie.

## Historique: les deux versions du Prado et de l'Escurial
Il existe deux versions du triptyque du Chariot de foin, toutes deux conservées en Espagne. La première se trouve actuellement au Musée du Prado à Madrid, la seconde au cloître de l'Escurial.

Jérôme Bosch, Triptyque du Chariot de foin, huile sur panneau,, musée du Prado, Madrid
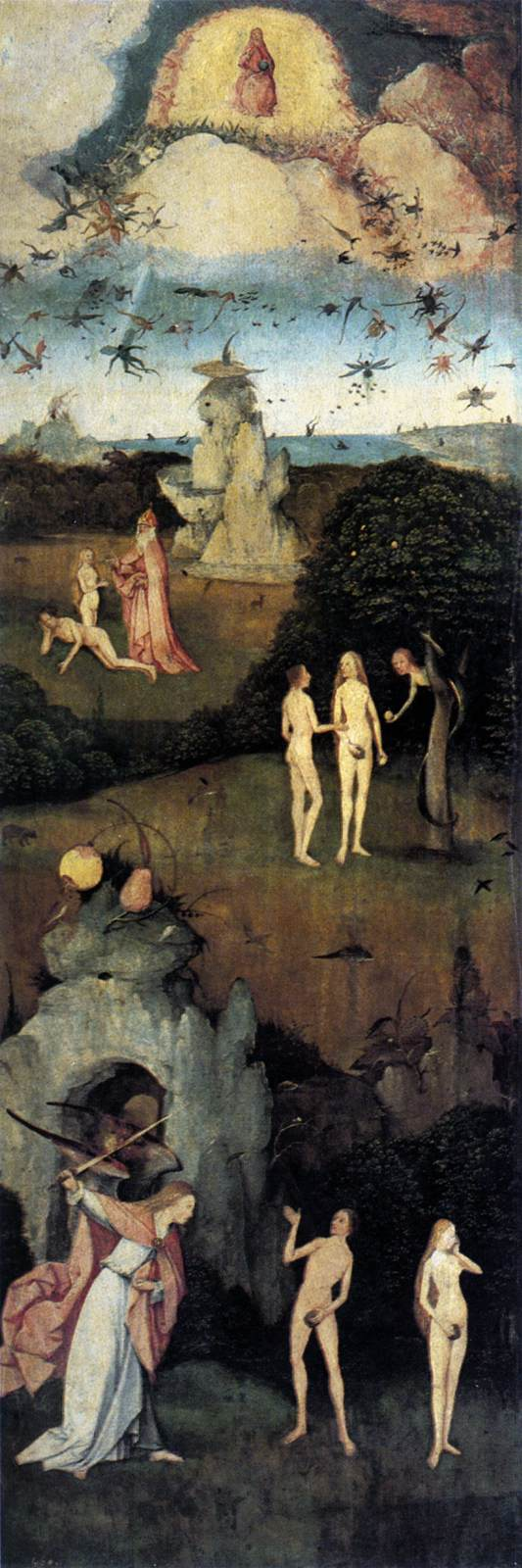
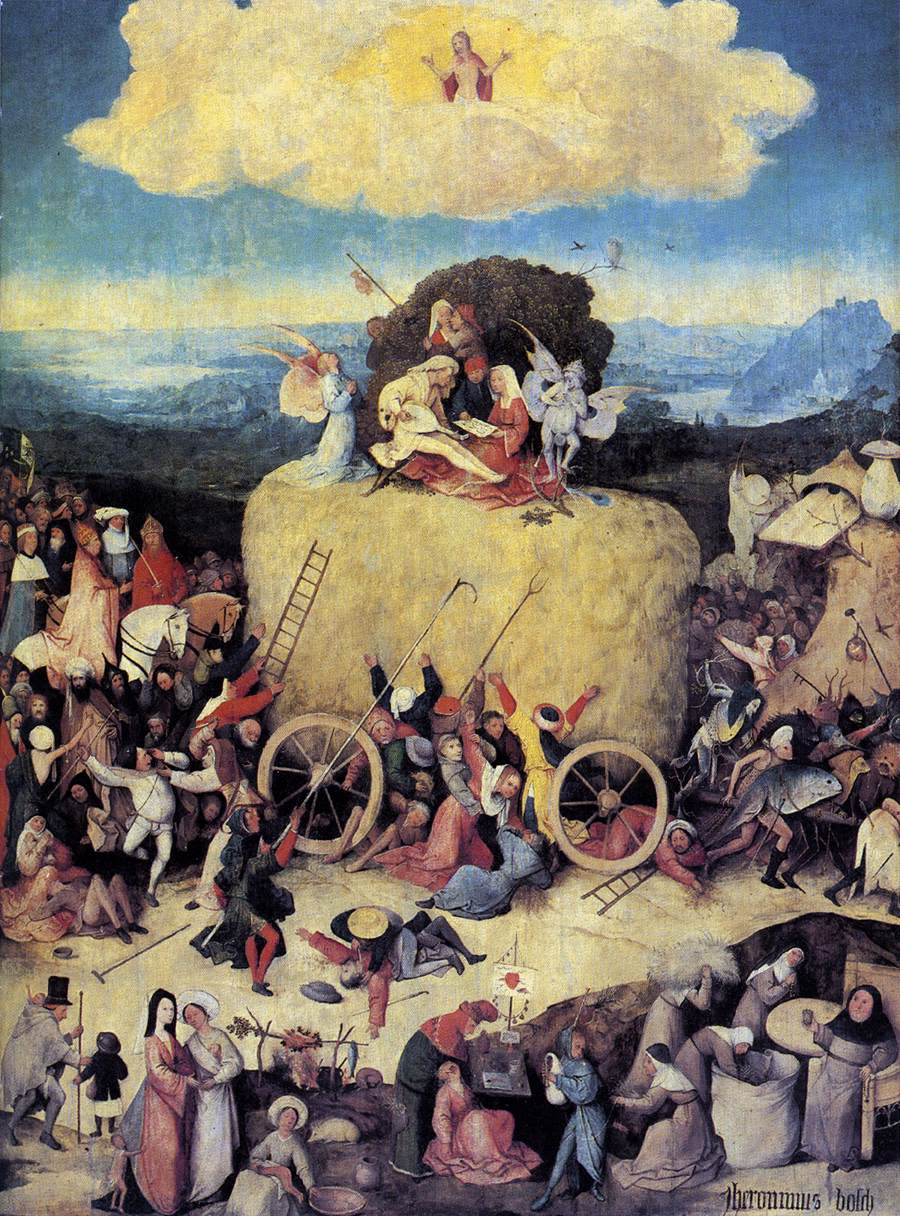
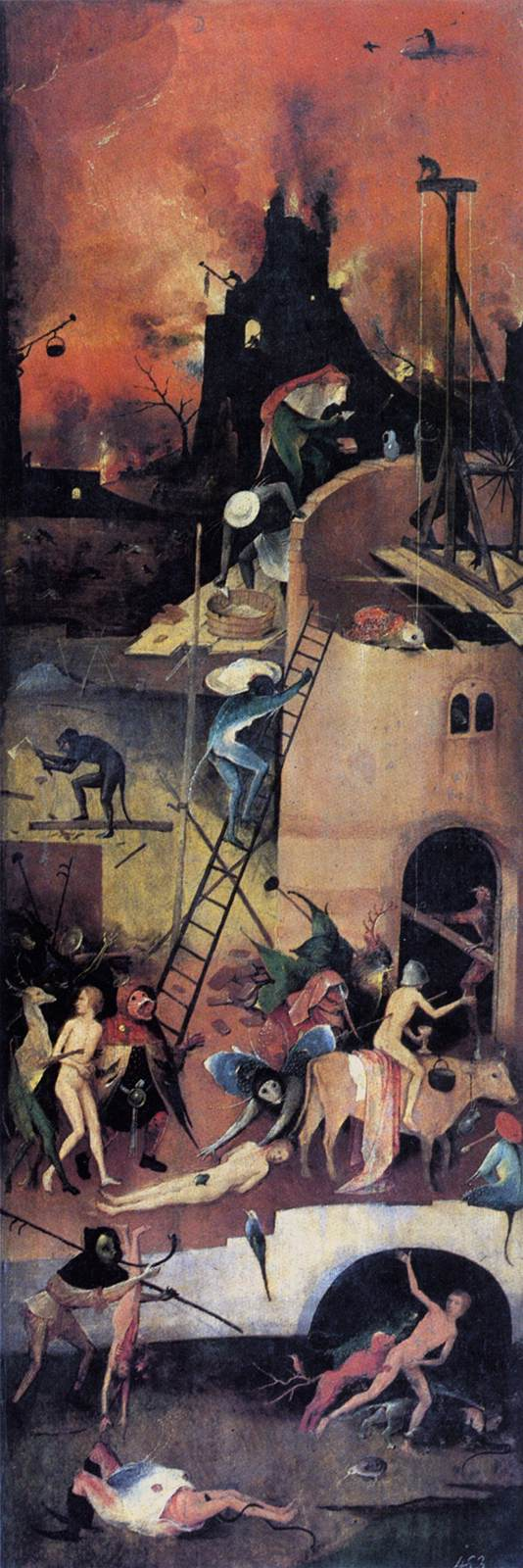

- Jérôme Bosch, Triptyque du Chariot de foin, huile sur panneau, 147 × 212 cm, musée du Prado, Madrid

Triptyque du Chariot de foin, version de l'Escurial
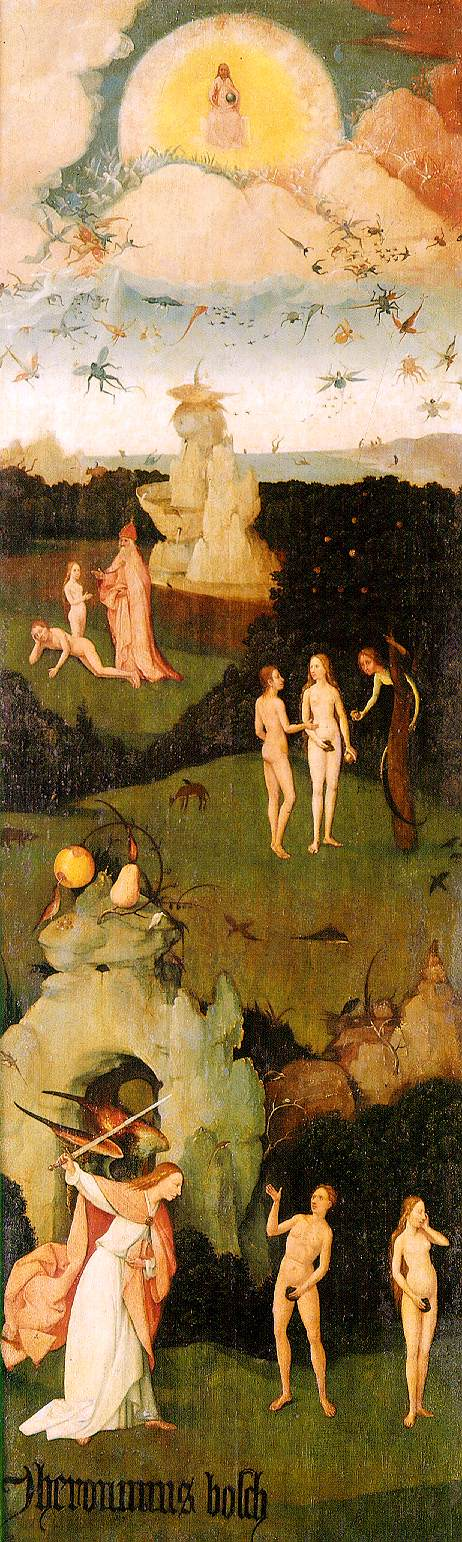
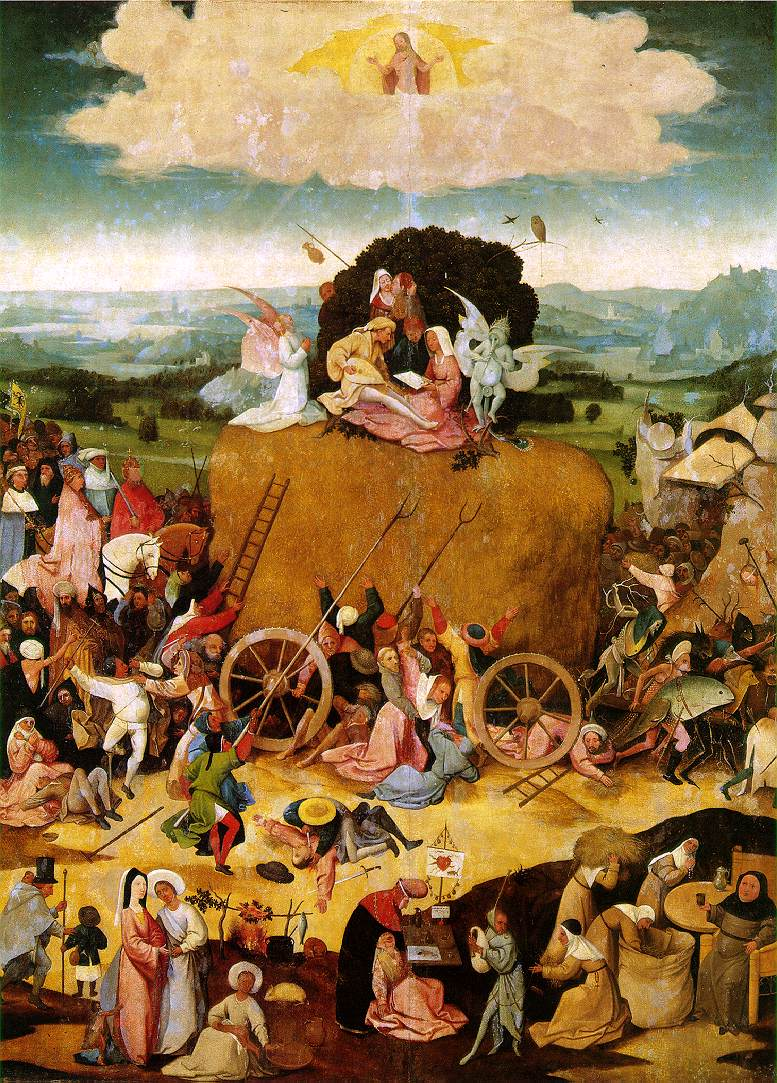
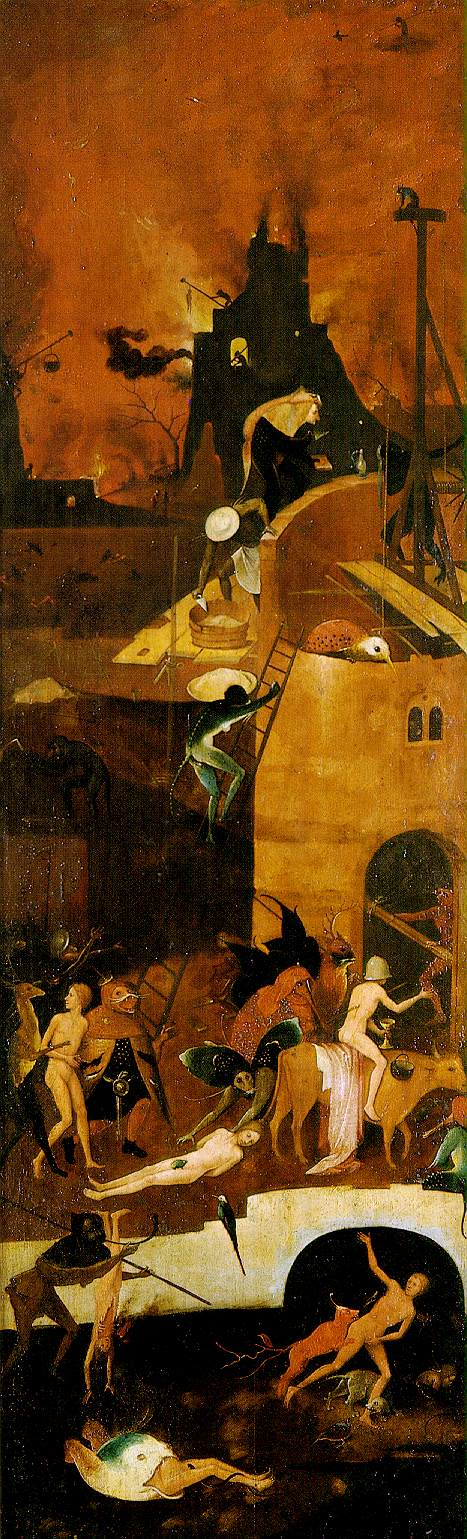

### Datation
La datation du triptyque relève encore de l'hypothèse, aucun document d'époque n'ayant jusqu'à présent permis de trancher définitivement la question. Plusieurs critères, comme le style général, qui correspond au début de la période de la maturité du peintre (avant un chef-d'œuvre tel que le triptyque du Jardin des délices), la signature en lettres gothiques « Jheronimus Bosch » (avec le prénom latinisé et le pseudonyme renvoyant à la localisation de son atelier, situé à Bois-le-Duc, appelé 's-Hertogenbosch en néerlandais), dont c'est probablement la première apparition connue dans l'œuvre du peintre, et qui témoigne de l'internationalisation de sa clientèle, ainsi que la robe rouge à décolleté en pointe et aux larges manches de la femme noble du premier plan en bas à gauche du panneau central, correspondant à la mode du début du XVIe siècle, permettent cependant d'avancer la date de 1501-1502.

### Propriétaires successifs
Frédéric Elsig propose de voir en Diego de Guevara, grand amateur de peinture, et propriétaire, notamment, des Époux Arnolfini de Jan van Eyck, le commanditaire du Chariot de foin. Son fils Felipe vend le triptyque, ou une réplique, à Philippe II d'Espagne en 1570. En 1574, il est envoyé à l'Escurial. Mais à la fin du XVIIIe siècle, deux versions sont recensées, la première toujours à l'Escurial, la seconde à la Casa de Campo. Cette dernière version entre dans la collection du marquis de Salamanca, avant d'être démembrée : la partie centrale est achetée par Isabelle II en 1848 et prend la direction d'Aranjuez ; la partie droite va à l'Escurial, et la partie gauche au Prado, où les trois panneaux sont de nouveau réunis après 1914.

### Authenticité des deux versions
La critique ancienne s'accordait à reconnaître dans la version de l'Escurial, signée dans l'angle inférieur gauche du panneau de gauche, l'original, mais les directeurs du Prado, Fernando Sotomayor et Sànchez Cantòn ont avancé l'hypothèse inverse, et ont été en cela rejoints par la majorité de la critique moderne, en raison de l'exécution supérieure de la version du Prado, signée dans l'angle inférieur droit du panneau central.
Le débat n'est donc actuellement pas totalement tranché, et concerne en outre la part de Jérôme Bosch lui-même, et celle de son atelier, en particulier pour l'exécution des ailes extérieures.

## Identification du sujet: la signification métaphorique du chariot de foin

### Dans la tradition folklorique hollandaise

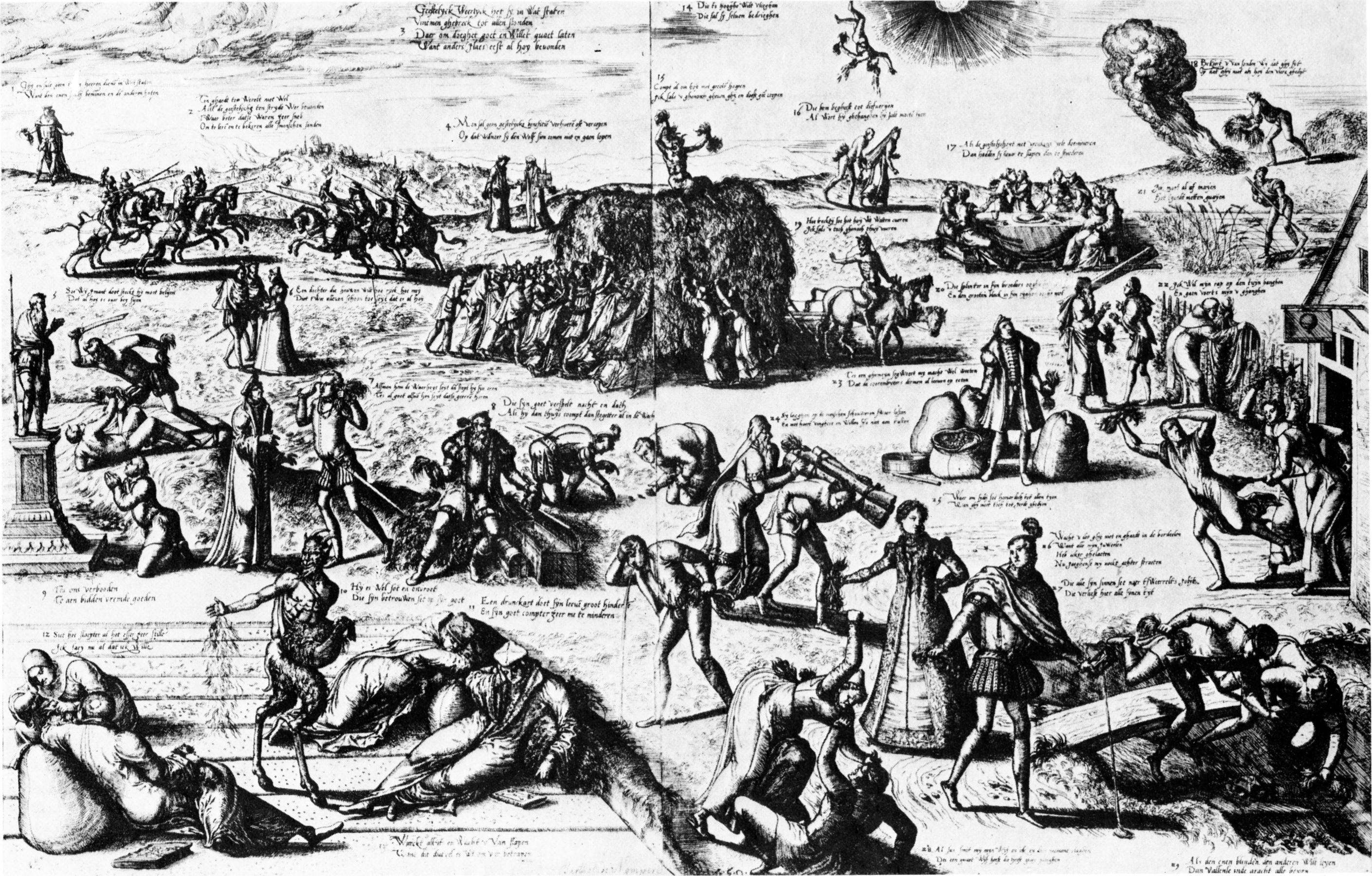
Bartholomäus de Momper, Tout est foin, 1559, gravure, Bruxelles, Bibliothèque royale.

Le sujet choisi par Jérôme Bosch correspond à une illustration au sens propre d'un proverbe issu du folklore populaire flamand, que cite l'historien d'art Charles de Tolnay : « La vie est comme un chariot de foin, chacun en prend ce qu'il peut ». Plusieurs expressions flamandes associent le foin à la vanité des biens terrestres : « Tout est foin », proclame par exemple une gravure moralisante de Bartholomäus de Momper datant de 1559. Le parallèle était suffisamment clair et populaire pour qu'une procession qui eut lieu à Anvers le 15 août 1563 dénonçât la cupidité à travers « un chariot de foin sur lequel est assis un satyre, et suivi de toute sorte de gens qui arrachent le foin, des usuriers, des caissiers, des marchands, car le gain terrestre est semblable au foin. »

### Dans la Bible
L'allégorie était également comprise par les observateurs espagnols du XVIe siècle, tel Ambrosio de Morales, qui, après avoir observé Le Chariot de foin dans la collection de Philippe II d'Espagne, y vit une dénonciation de la vanité de la vie humaine comparée au « foin qui sécha et périt sans donner fruit de vertu. »
La tradition biblique reprend le même parallèle entre l'herbe et l'homme voué à disparaître, par exemple dans le Livre d'Isaïe : « Toute chair est comme l'herbe, et tout son éclat comme la fleur des champs. L'herbe sèche, la fleur tombe, quand le vent de l'Éternel souffle dessus. — Certainement le peuple est comme l'herbe : l'herbe sèche, la fleur tombe ; mais la parole de notre Dieu subsiste éternellement. », et le Livre des Psaumes : « Mes jours s'en vont comme l'ombre et je me dessèche comme l'herbe. »

### Le chariot et la nef des fous
L'image du chariot apparaît ainsi dans l'œuvre de Jérôme Bosch comme le symbole du mauvais chemin issu de la mystique médiévale, ce qui est aussi le cas dans le texte et les illustrations de plusieurs chapitres (en particulier 30 à 40) de La Nef des fous de Sébastien Brant.

## Le panneau central du Chariot de foin: description et analyse

### Composition et signification d'ensemble
La composition du tableau obéit à une relative symétrie. Au centre du panneau, le chariot de foin, symbolisant les vices terrestres, — et au premier chef, la cupidité — impose sa présence, par sa couleur jaune et son volume, qui occupe, des roues au sommet, approximativement un sixième de la surface de l’œuvre.
Deux sens de lecture peuvent être dégagés :
- le premier, horizontal, découpe la toile en bandes successives correspondant aux différents plans du tableau, et suit le mouvement du chariot, de gauche à droite, tiré par des créatures hybrides infernales qui emmènent l'humanité corrompue vers les Enfers représentés sur le panneau de droite. Une première bande, au premier plan, représente les parasites de la société. Au-dessus, une bande jaunâtre, presque vide de personnages, rend lisible la route que suit la procession. Juste devant le chariot, des groupes de personnages représentent, par petites scènes entremêlées, la violence qu'entraîne la cupidité. Derrière le chariot, deux groupes se répondent symétriquement, en dessinant des formes triangulaires dont les pointes tombent vers la meule : à droite, il s'agit d'une procession représentant les puissants de ce monde, à qui le foin revient de droit; à gauche, il s'agit d'une foule qui sort d'une grotte pour se ruer vers le foin. Derrière le chariot, un vaste paysage composé de montagnes et de lacs dans lequel on distingue, çà et là, des habitations humaines, s'étend jusqu'à l'horizon qui s'efface progressivement dans des couleurs bleutées, selon les principes de la perspective atmosphérique.
- le second, vertical, va du bas vers le haut, selon l'axe central : il débute avec un arracheur de dents aux poches pleines de foin, se poursuit au pied du chariot avec des scènes de violence dont l'enjeu est encore le foin, s'arrête un temps au sommet de la meule, avec une scène de plaisir et de volupté mettant en scène des personnages en apparence indifférents à l'agitation qui anime les hommes restés au sol, mais aussi au Christ de douleur qui observe tout en haut du panneau, dans un nuage blanc illuminé par l'or de la lumière céleste, le monde des hommes que les vices détournent de son sacrifice.

### Détail par parties
Tout autour du chariot de foin qui impose sa présence massive au milieu du panneau central, se trouve une multitude de personnages qui paraissent, en proportion, comme autant de nains écrasés par leur cupidité.

#### Le premier plan

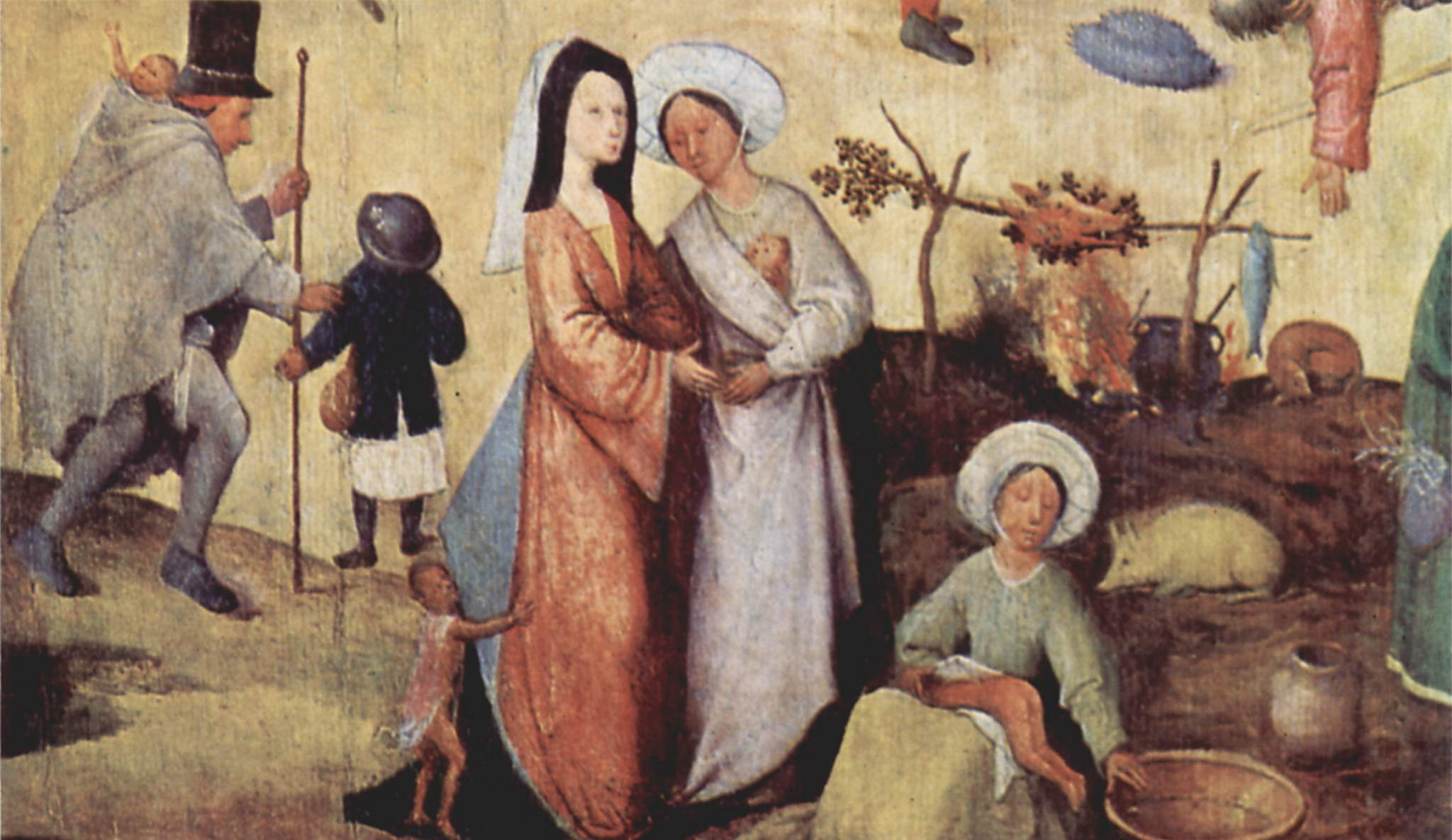
Détail de l'angle inférieur gauche du panneau central

Au premier plan du panneau, Bosch représente toute une galerie de personnages généralement considérés comme des parasites de la société de l'époque, incarnant des figures de la tromperie et du vice.
- À l'extrême gauche, un homme de profil, coiffé d'un haut chapeau noir et portant dans la capuche de sa cape grise un bébé qui tend un bras vers le ciel, s'avance vers la droite en s'appuyant d'une main sur un bâton de voyageur, de l'autre sur le bras d'un enfant représenté de dos, avec un chapeau rond, une veste noire, une robe blanche, et une gourde au côté. Il s'agit vraisemblablement d'un aveugle guidé par un enfant, sillonnant les routes pour mendier — ce que réprouve Bosch, reprenant en cela un jugement largement partagé à l'époque, et qui trouvera un écho littéraire dans les romans picaresques espagnols.

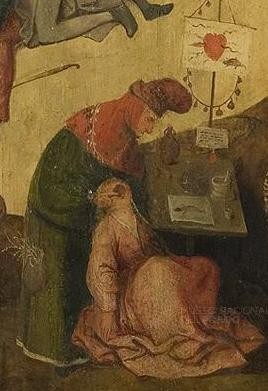
Détail du milieu du premier plan du panneau central

- À droite de l'aveugle, on peut identifier une autre catégorie de personnes généralement considérées comme marginales et suspectes : il s'agit de deux gitanes, reconnaissables à leur teint mat et leur large coiffe ronde et blanche. La première, qui prend la main d'une jeune femme blanche dont les riches habits révèlent la noblesse, est une chiromancienne — activité de charlatan réprouvée par l'Église. Elle porte contre sa poitrine, dans le pli de sa robe, un bébé, tandis qu'un autre enfant, les jambes nues, tend la main vers la robe de la riche dame. L'autre gitane est assise par terre, et est occupée à laver les fesses d'un enfant qu'elle tient couché sur ses genoux. Elle utilise pour cela l'eau de la cuvette à ses côtés, provenant peut-être de la cruche posée juste derrière. Un cochon se tient couché devant un feu où rôtit la tête d'un autre porc, et où bout une marmite, tandis qu'un poisson (un hareng?) est suspendu au bout de la branche servant de broche. Un petit chien est roulé en boule à droite du feu.
- Au milieu du premier plan, un chirurgien-barbier, en robe longue, capuchon rouge et bonnet rond, examine la dentition d'une femme assise par terre à ses pieds; un large collier de dents est passé autour de son cou. Les détails tendent à faire de lui moins un savant qu'un charlatan : la bannière qui flotte au vent représente un curieux cœur rouge percé de vers; sur la table sont posés un parchemin avec un sceau rouge d'allure officielle (son brevet d'exercice de la chirurgie), des récipients et un pilon, destinés à préparer onguents et potions diverses. Bosch reprend ici le motif, populaire depuis la fin du Moyen Âge, du pseudo-savant, de l'arracheur de dents, qui impressionne plus par le décorum qu'il utilise qu'il ne brille par ses compétences réelles. Son commerce n'en est pas moins florissant, comme en témoigne la bourse pleine de foin qui pend à sa ceinture.

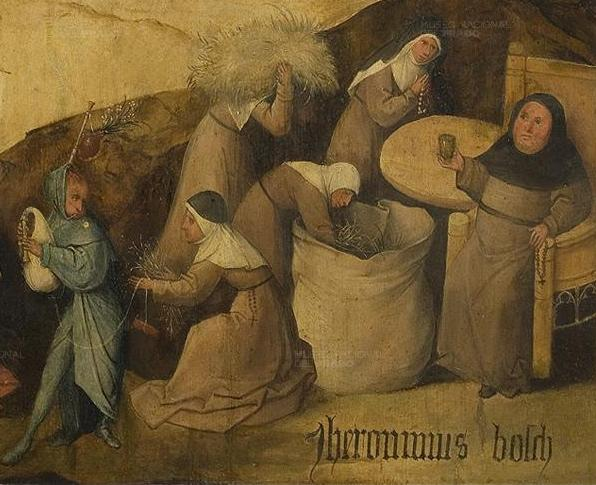
Détail de l'angle inférieur droit du panneau central

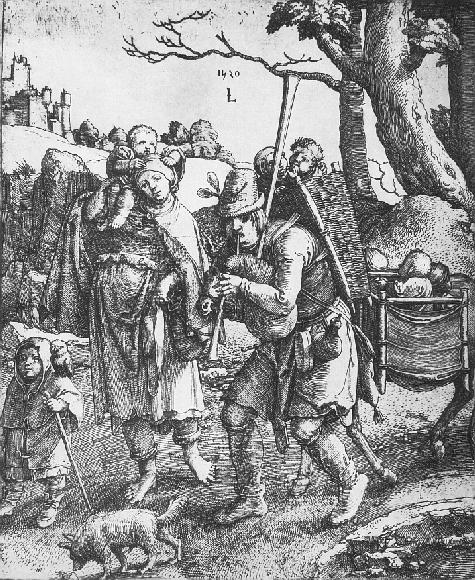
Lucas de Leyde, Les Faux mendiants, 1520, gravure, 15 × 18,2 cm

- À gauche de l'étal de l'arracheur de dents se trouve un joueur de cornemuse en habit bleu à capuche. Au sommet du tuyau qui s'élève au-dessus de sa tête est suspendu par une corde un vase garni d'un bouquet de fleurs. L'homme se retourne vers une nonne agenouillée qui lui propose du foin dans la main droite. Elle tient dans l'autre main un fil, relié d'un côté à ce qui semble être une saucisse, de l'autre au sac de la cornemuse. La cornemuse est, chez Bosch comme dans La Nef des fous de Sebastien Brant[12], un instrument qui connote la débauche dans les basses classes — par opposition à la harpe et au luth aristocratiques. L'échange que propose la nonne ne peut, dans ce contexte, que prendre une connotation des plus louches, vraisemblablement sexuelle.
- Cette nonne appartient au bas clergé, représenté dans la partie droite du premier plan, et qui n'est pas exempt de la satire. Une nonne est en effet courbée sous le poids d'un large ballot de foin qu'elle porte sur la tête, tandis qu'une seconde se penche pour mettre le foin dans un grand sac ouvert, signe de l'enrichissement démesuré de l'Église. Une quatrième nonne enfin est en posture de prière, les mains jointes sur un chapelet, devant une table derrière laquelle est assis, dans un riche fauteuil de bois sculpté, un moine ventripotent, envahi par la graisse qui fait disparaître son cou. Il tient un chapelet de la main gauche, mais tend surtout de la droite un verre. On retrouve ici la critique habituelle du clergé et des moines, intempérants, paresseux et hypocrites — à l'opposé exact des vœux qu'ils sont censés prononcer — et qui prépare les scandales et troubles religieux qui agiteront la chrétienté au XVIe siècle.

#### Derrière le chariot de foin, à gauche

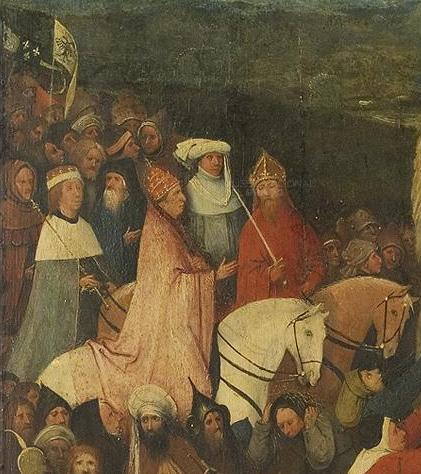
Détail de la gauche du panneau central

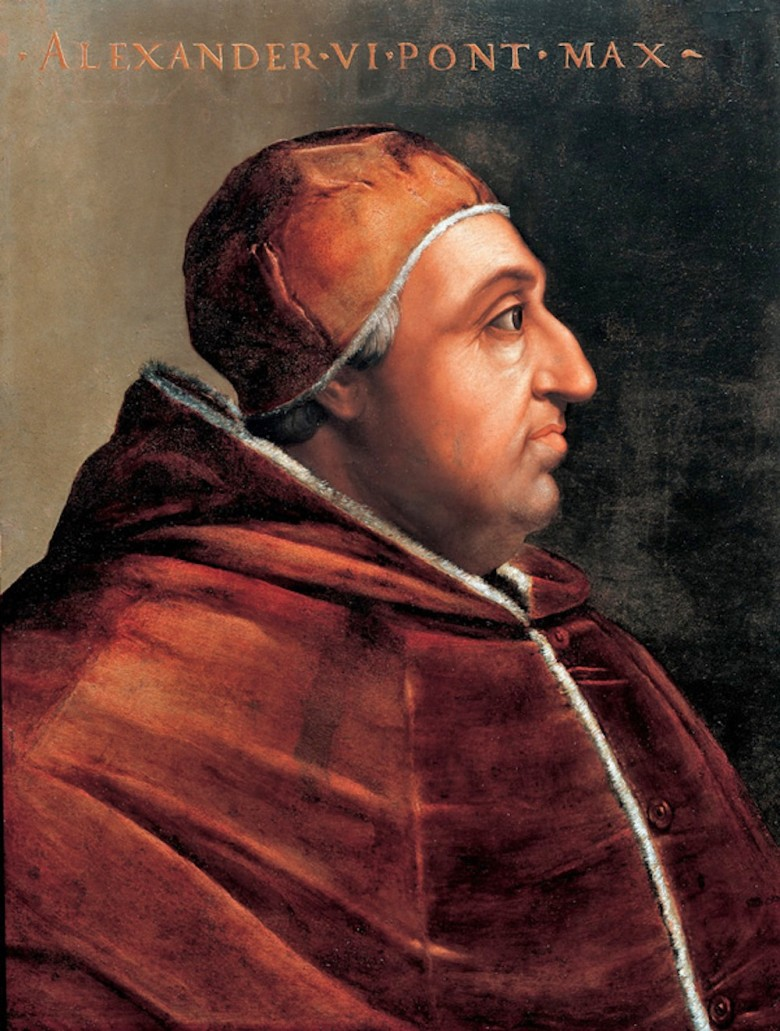
Cristofano dell'Altissimo, Le Pape Alexandre VI,, Corridor de Vasari, Florence

Derrière le chariot se trouvent, à la suite de deux personnages à cheval, une procession qui s'encadre dans un triangle, à l'apparence calme et tranquille : ce sont les puissants de ce monde, qui n'ont pas besoin de se disputer le contenu d'un chariot qui leur appartient de droit.
- À cheval, tout d'abord, on reconnaît les deux chefs de la Chrétienté : le pape, chef spirituel, dont le profil rappelle celui d'Alexandre VI, portant tiare et manteau de pourpre, tendant la main droite, et l'empereur, chef politique, à la longue barbe rousse, vêtu également de pourpre et coiffé de sa couronne, tenant à la main l'épée, symbole de sa puissance militaire.
- Au deuxième rang se trouvent deux hommes qui pourraient rappeler les ducs de Bourgogne[13], maîtres des Pays-Bas depuis 1477 : le premier, le plus proche du bord extérieur gauche — ressemblant à Philippe le Beau —, porte une couronne et un sceptre, le second, un chaperon blanc archaïsant.
- À leur suite se trouvent des figures secondaires du pouvoir religieux et militaire, comme en témoignent les habits, par exemple ceux des deux moines encapuchonnés du troisième rang, mais surtout les coiffes, quand les personnages se réduisent à leur tête : on distingue une mitre épiscopale, un curieux chapeau conique rouge, ou encore, dans le fond, des casques de soldats.
- Tout ce beau monde marche derrière les oriflammes du Royaume de France et du Saint-Empire romain germanique : la bannière à fleur de lys sur fond bleu, et l'aigle à deux têtes sur fond jaune.

#### Autour du chariot
Tout autour du chariot, un foisonnement de personnages qui arrachent et se disputent le foin met en scène la concupiscence, la cupidité, et la violence qui en découle, à travers l'ensemble des classes populaires de la société — que marque l'extrême variété des habits représentés.

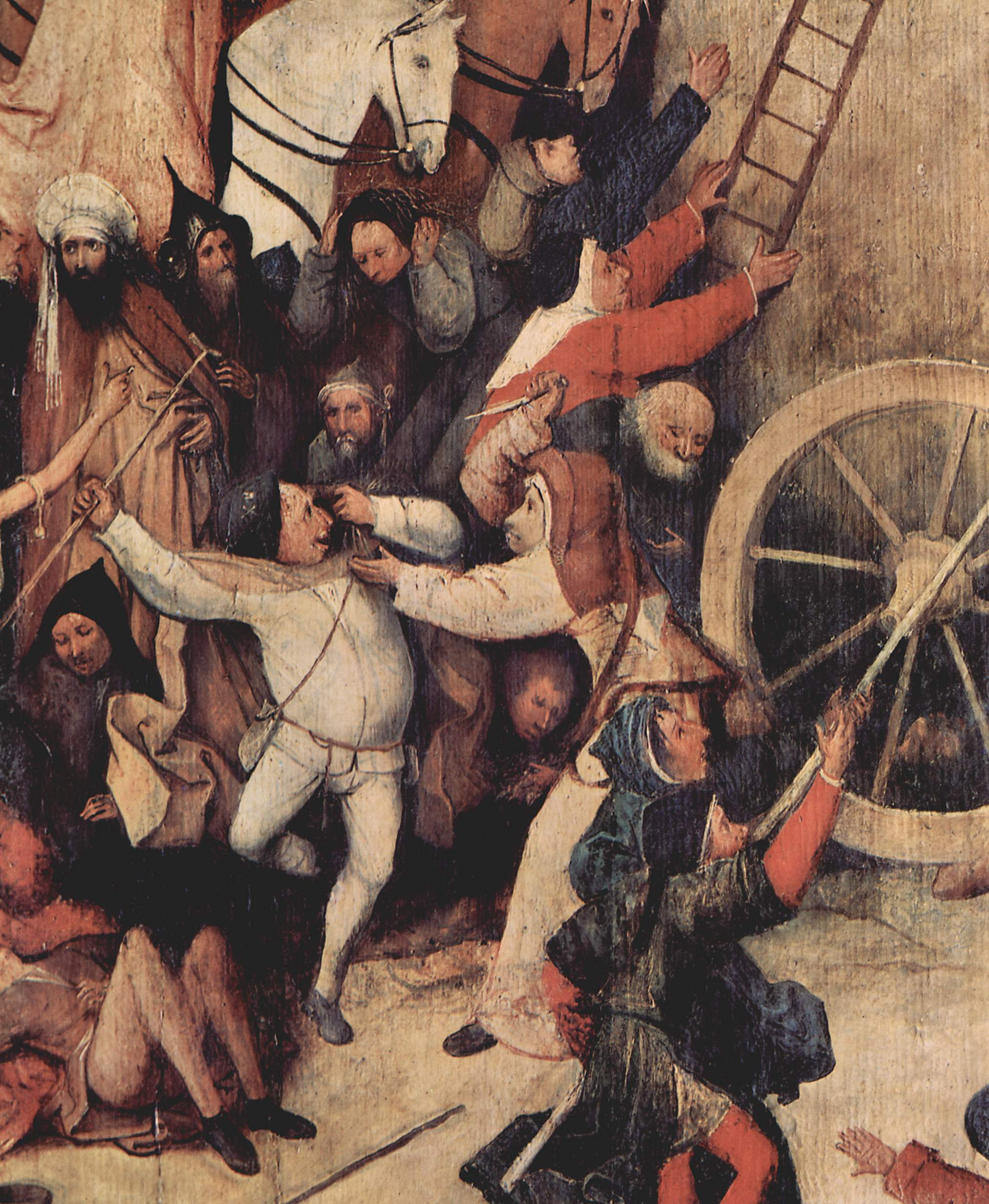
Détail des scènes à l'arrière du chariot

- À gauche du panneau, juste devant les deux chevaux, se trouve un groupe de personnages en costumes exotiques, désignant peut-être les ennemis traditionnels de la chrétienté, juifs et musulmans. On y remarque, de face, un soldat barbu au curieux casque pointu à rouelles, qui pose sa main sur le bras d'un autre homme à la longue barbe noire, au turban blanc et à la toge ocre recouverte d'un manteau marron, un homme roux en habit noir, tête nue, aux cheveux longs et hirsutes, devant un homme à la peau mate en turban blanc et, en partie coupé par le bord du panneau, un vieillard à la barbe blanche portant un manteau rouge et un haut chapeau vert. De dos, un homme au turban blanc drapé dans une toge bleue qui laisse une partie de son dos nu, tend le bras comme pour interpeller ceux qui sont en face de lui.
- Devant ce groupe, toujours à la gauche du panneau, un homme gît, un bras écarté, l'autre crispé sur sa poitrine, la tête renversée en arrière. Une béquille est jetée à ses pieds, tandis qu'une sébile repose à sa droite. Une nonne tenant dans ses bras un enfant est agenouillée devant lui, en posture de prière. Un moine en capuchon noir, lui aussi agenouillé, le regarde. La béquille et la sébile semblent désigner un faux mendiant, dans la mesure où aucun handicap n'est réellement visible sur le corps de l'homme étendu à terre. Quant à la signification exacte de la nonne priant, elle reste ouverte à l'interprétation : faut-il, avec Larry Silver[13] y voir une religieuse dévoyée et hypocrite, faisant semblant de prier son amant vautré à ses pieds? Toujours est-il que le détail révèle l'absence de sous-vêtements masculins, conformément aux usages de l'époque.
- À la droite de ce groupe, un unijambiste (dont la prothèse du tibia est nettement visible dans la version de l'Escurial) en habit blanc, bonnet noir et large cape brune, s'agite pour protéger, en le ramenant vers lui, le foin qu'il tient dans sa main gauche, car il est attaqué au couteau par une femme au profil simiesque, en robe blanche et béguin brun.
- Devant eux, et juste derrière le chariot, pour ainsi dire aux première places, un petit groupe dessine un double mouvement contradictoire. Les uns montent à l'assaut du chariot pour se saisir du foin : une femme hommasse en robe rouge, béguin blanc et coiffe noire s'apprête à grimper sur une échelle qu'elle vient de poser sur la meule, l'homme derrière elle tend son bras vers le foin pour l'arracher, tandis qu'un groupe à l'arrière des chevaux, dont on ne distingue que les têtes, se presse en direction du chariot. Les autres, au contraire, se détourne du chariot pour ramener leur butin, tel cet homme qui s'en couvre la tête, les deux mains ramassées sur les oreilles, et qui se penche vers un autre homme à barbiche en pointe, visiblement à genoux, ou ce vieillard chauve à barbe blanche qui tient son foin précieusement sur sa poitrine, ou encore cet homme à terre, dont on ne distingue que le visage dans l'ombre, le nez dans le foin (sous le bras de la béguine assassine). Sous le chariot, derrière la roue, on remarque dans l'ombre la tête d'un homme allongé, victime vraisemblable de l'incroyable frénésie qui s'est emparée des hommes.

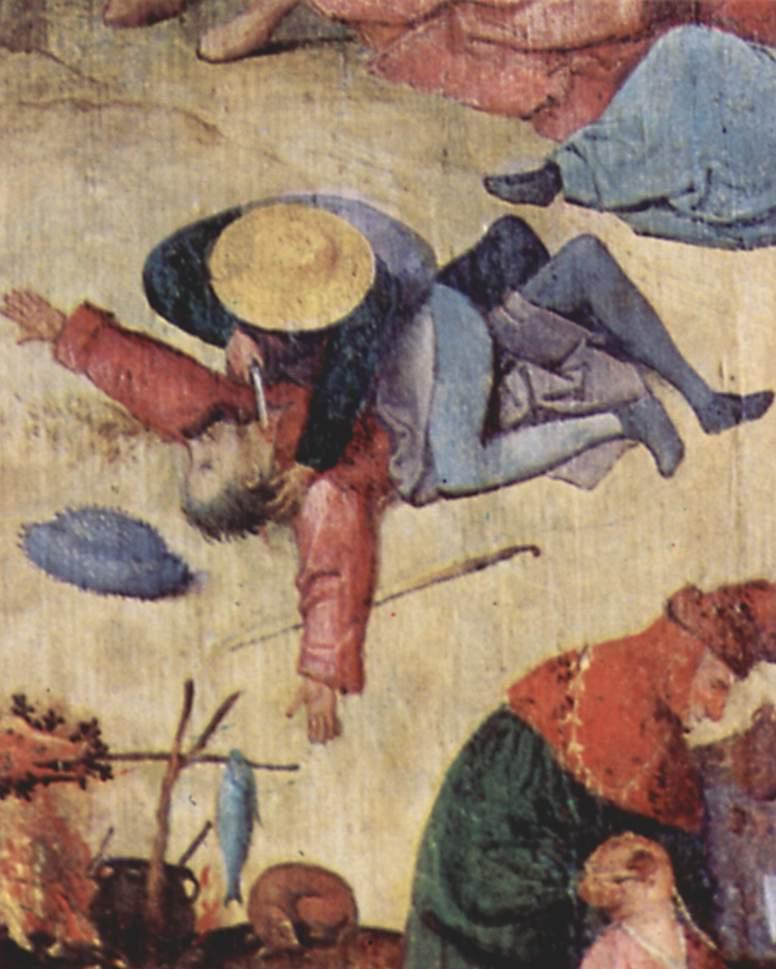
Détail de la scène de meurtre du second plan

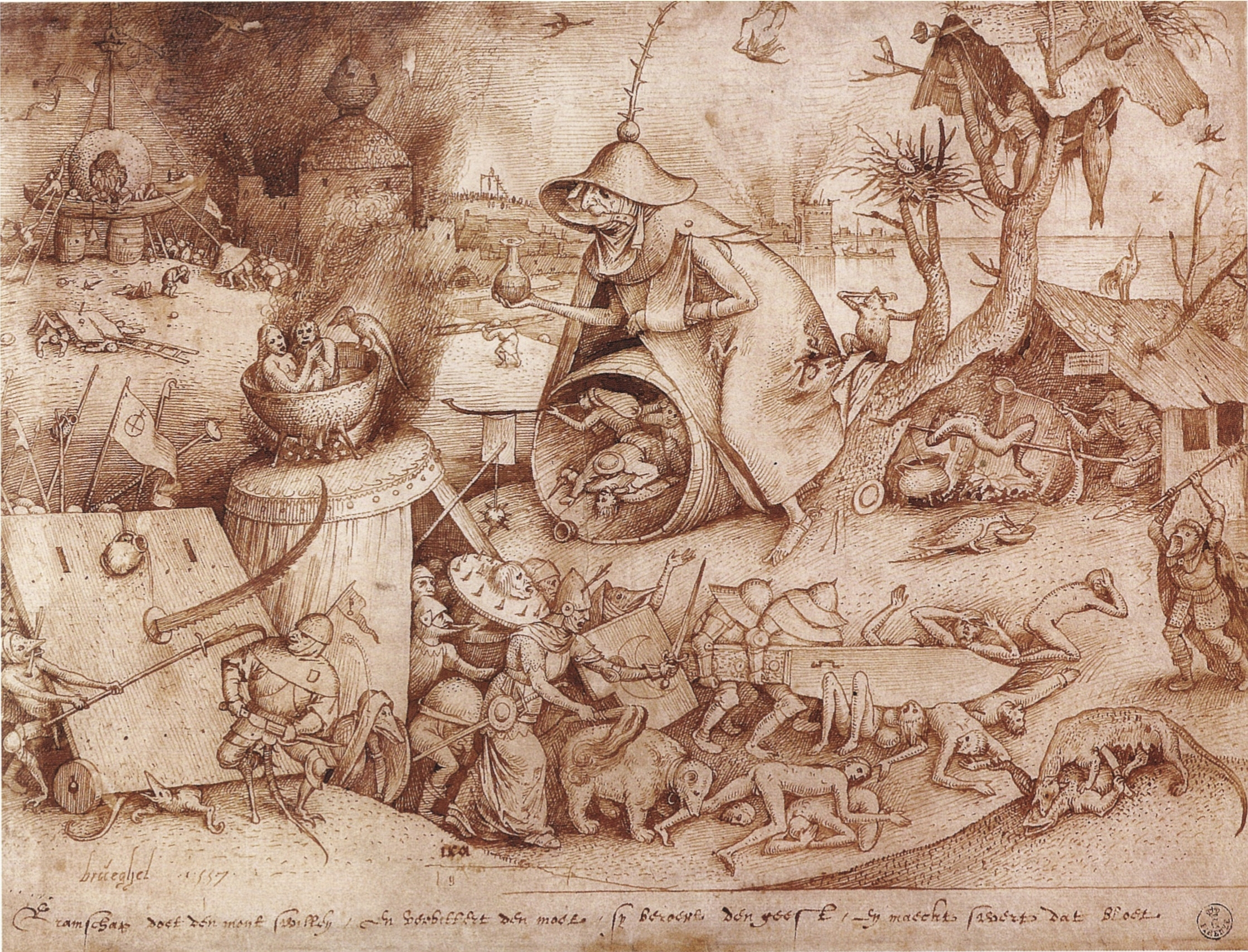
Pieter Brueghel l'Ancien, La Colère, 1557,, galerie des Offices, Cabinet des dessins et des estampes, Florence

- Devant le chariot, dans l'espace libre situé entre la bande du premier plan du panneau et le plan du chariot, qui figure une route bosselée d'un jaune clair, deux hommes, l'un en habit civil, l'autre en froc de moine, s'agrippent au très long manche — matérialisant la diagonale du panneau — d'une fourche à croc recourbé, et concentrent toute leur attention vers le haut pour diriger celle-ci sur le foin. Ils ne voient même pas la scène de corps à corps meurtrier qui est en train de se jouer à leurs pieds : un homme, masqué par son chapeau de paille à larges bords, maintient à terre et menace d'égorger au couteau un autre homme qui écarte les bras, et a laissé échapper son chapeau — l'outil agricole coincé sous son bras droit désignant ses origines paysannes. Le mobile du crime est le foin que l'on peut voir sous l'autre bras de l'homme à terre. Cette scène sera reprise par Brueghel l'Ancien, à l'intérieur du tonneau situé au centre de sa gravure illustrant La Colère (dans la série des Péchés capitaux).

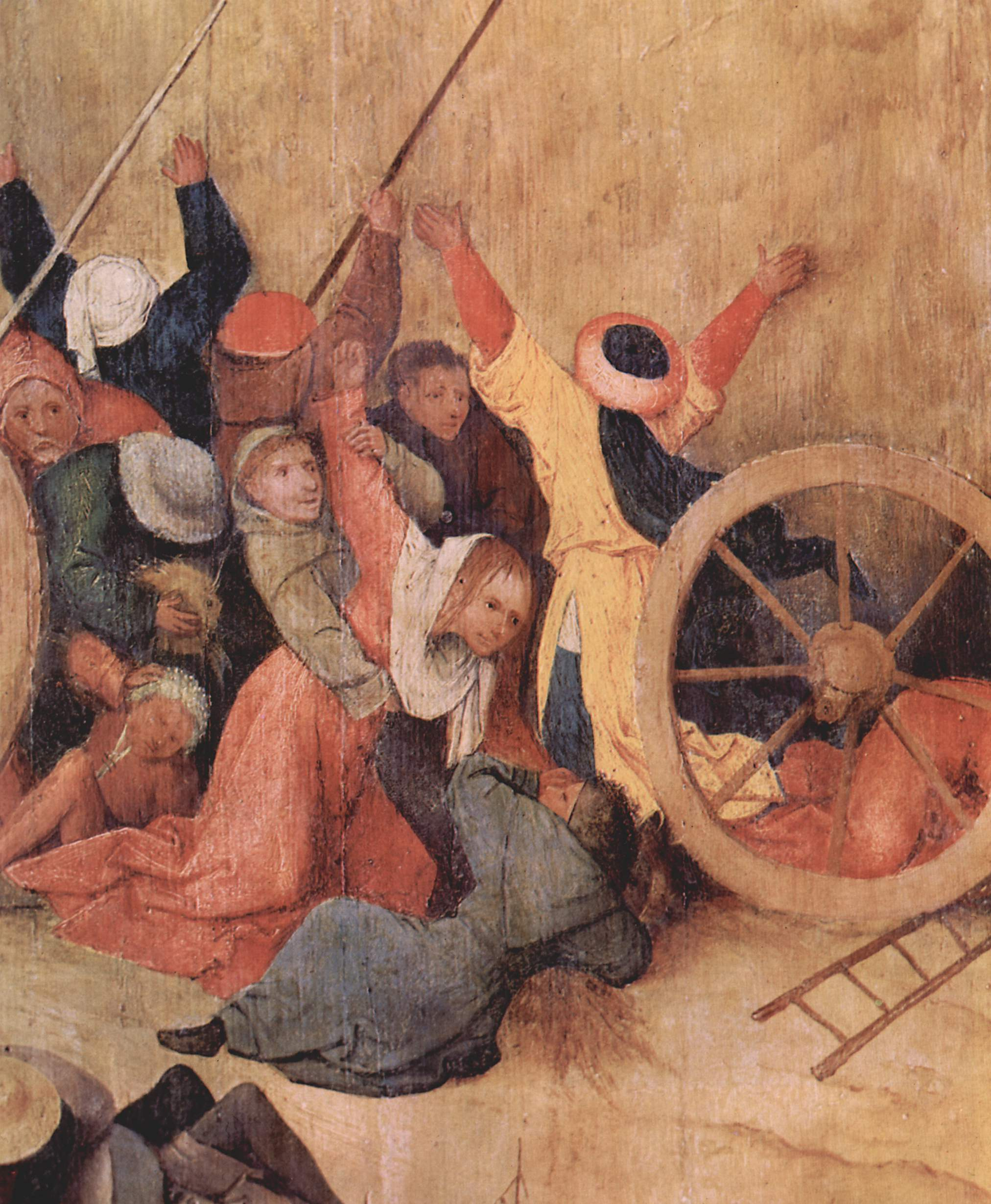
Détail de la rixe à trois personnages au milieu des deux roues

- Juste devant le chariot, entre les deux roues, trois hommes de dos, qui diffèrent par la forme et la couleur de leurs vêtements et de leurs coiffes (de gauche à droite, veste bleue, manteau marron à capuchon, robe jaune sur chemise rouge, et turban blanc, béret rouge et coiffe à boudin rouge sur tissu bleu), lèvent les mains vers le chariot. Celui du milieu brandit une fourche à deux dents. De face, de haut en bas et de gauche à droite, un homme à barbichette blanche, bonnet et veste rouge s'agrippe à un des barreau de la roue; devant lui se trouve un homme masqué par son chapeau rond bleu clair à bords larges, se penchant sur le foin qu'il serre entre ses bras; un homme à terre, la jambe passée entre deux rayons de la roue, se tient la tête avec sa main, comme étourdi de douleur, incapable de voir le danger que constitue le chariot qui s'apprête à l'écraser. À leurs côtés, une rixe se joue à trois personnages : une femme en rouge brandit le poing vers un homme en robe bleue à capuche triangulaire, qui gît à terre, sur du foin, tandis qu'un moine tonsuré cherche à retenir l'agresseur, en lui passant une main autour de la taille et en retenant son bras de l'autre. Derrière eux se trouve un homme nu-tête, en habit marron.
- Sous la roue droite, un homme à terre, au caque conique, robe longue rouge, barbe noire et cheveux frisés, est vautré sur une échelle. Sa tête repose sur un de ses bras replié, alors qu'au bout de son autre main se trouve du foin. Il semble avoir les yeux fermés, ce qui renforce la tension créée par la roue qui va lui broyer le cou.
- Derrière les créatures tirant le chariot, enfin, s'échappent en masse d'une grotte (dont la porte pivotant vers le haut a été ouverte) une foule de personnages, en habits plutôt exotiques, pour là encore se disputer le foin qu'ils arrachent au chariot. Un homme en habit blanc tient notamment dans ses bras une balle si grosse qu'il ne peut joindre les deux mains.

#### Tirant le chariot

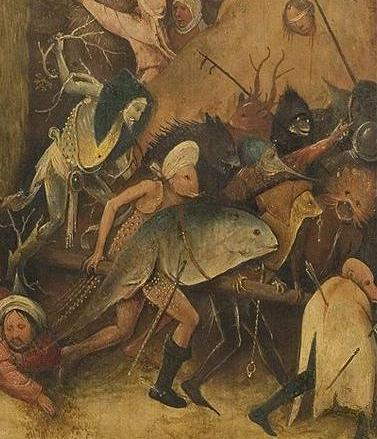
Détail des démons tirant le chariot

Tirant le chariot, des démons se dirigent vers la droite du panneau, pour les amener dans les Enfers représentés sur le panneau latéral. La continuité du triptyque est en effet assurée par la poursuite de la représentation du groupe des créatures infernales, d'un panneau à l'autre. L'homme nu en tête du cortège, qui regarde derrière lui, tout en étant poussé par une créature à corps de cerf, serait celui qui, attiré dans la vie terrestre — dans le panneau central — par la cupidité et le vice, se voit immanquablement voué aux souffrances infernales — dans le panneau latéral de droite.
Si le mouvement du chariot entraîne donc logiquement le regard, et les hommes, de la gauche vers la droite, du monde terrestre vers les Enfers, les piques à l'arrière-plan de ce groupe à cheval entre les deux panneaux esquisse un mouvement contraire, de la droite vers la gauche : la lance à double crochet et la pique du panneau des Enfers se retrouvent en effet en ordre inversé dans le panneau du Chariot de foin, mettant également en valeur la tête coupée, aux yeux bandés, au cou sanguinolent, attachée au bout d'une pique, telle un trophée macabre.
Les créatures hybrides du triptyque du Chariot de foin, allégorie des vices et de la nature bestiale des hommes, constituent un motif puissamment ancré dans l'imaginaire collectif, que l'on songe à la métamorphose des compagnons d'Ulysse, transformés en pourceaux par Circé (au chant X de L’Odyssée), et récurrent dans l'œuvre de Jérôme Bosch, par exemple, dans le triptyque de la Tentation de Saint Antoine, le panneau central du triptyque du Jugement du monde, ou encore le volet de gauche du triptyque du Jardin des délices. Un visage humain est encore reconnaissable pour le personnage le plus près du chariot. Les pieds des créatures sont encore chaussés — même si l'homme à tête et corps de poisson a perdu une botte —, certaines coiffes sont demeurées sur les têtes. Mais les vils instincts sont révélés par la difformité et la métamorphose animalière ou végétale : corps de poisson, tête de souris, d'ours, de chat, de cerf, membres se mêlant aux branches qui se fixent dans la terre, corps bossu et sans buste, percé d'une flèche, etc.

#### Sur le chariot et dans le ciel

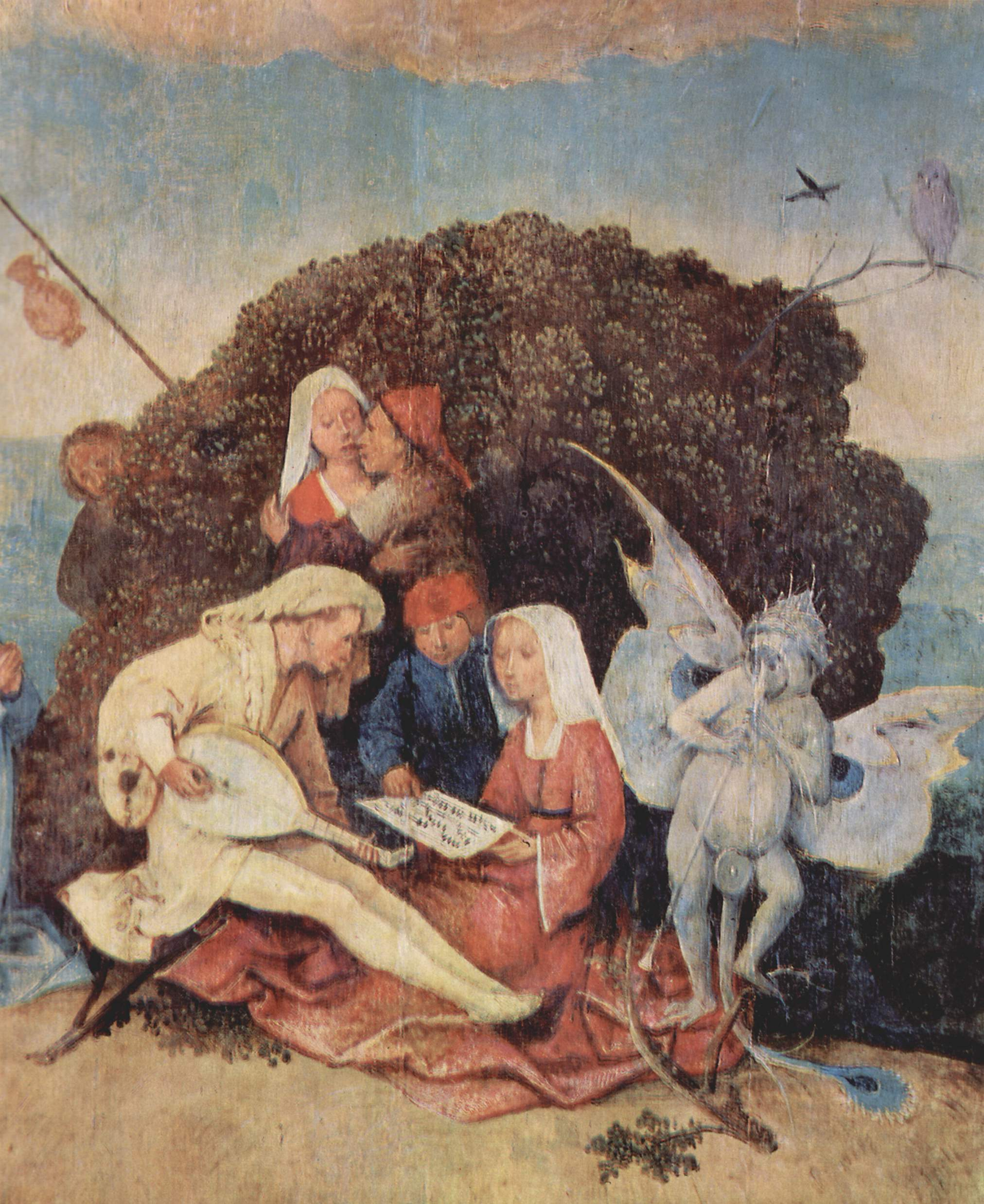
Détail du sommet du chariot de foin

Tout en haut de la meule de foin, portés par le chariot, un groupe de huit personnages semble indifférent à la frénésie des hommes et des femmes restés à terre pour s'adonner aux plaisirs et à la luxure — oisiveté coupable rendue possible par l'accumulation des richesses.
- Le groupe central est composé de trois personnages assis sur des branchages coupés : à droite, une femme en longue robe rouge et coiffe blanche est accompagnée d'un homme en habit bleu et chapeau rouge. Ce couple d'élégants, bourgeois ou aristocrates, a les yeux baissés vers la partition de musique que la femme tient entre ses mains, et que lui désigne du doigt l'homme à ses côtés. Ils écoutent le luth du jeune homme situé en face d'eux, les jambes allongée sur la robe rouge, et qui porte chausses, houppelande et chaperon jaune pâle à la mode du XVe siècle. Ce dernier regarde avec attention la femme, le buste incliné vers elle.
- Ce groupe est encadré, sur le même plan, par un ange céleste à gauche (soit, à la droite du Christ), en robe bleu ciel, et aux ailes rose pâle, et à droite (à la gauche du Christ) par une créature diabolique bleu grisâtre à la queue et aux larges ailes ocellées, à la manière des paons — symboles traditionnels de vanité. Si l'ange lève la tête vers le Christ, qu'il est d'ailleurs le seul à regarder, et se tient en posture de prière, le démon au contraire pose négligemment un pied sur une branche coupée, l'autre sur la robe à terre, et joue d'une longue et mince flûte, en lorgnant vers le couple. Au-dessus de celui-ci, une chouette — animal nocturne prenant toujours chez Bosch une connotation négative[14] — repose sur une branche sortant du bosquet. Cette chouette est encadrée par deux oiseaux noirs, qui planent dans le ciel à l'arrière-plan.
- Juste derrière cette scène à trois, et devant le bosquet rond qui pousse au sommet du chariot de foin, un couple habillé à la paysanne s'enlace pour s'embrasser.

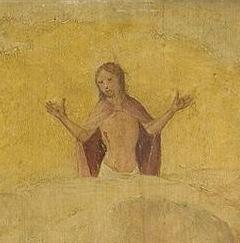
Détail du Christ, en haut au centre du panneau central

- Derrière le bosquet et à demi masqué par celui-ci, à gauche, un homme barbu semble épier la scène. Au-dessus de lui, un bâton au sommet duquel une cruche est accrochée dépasse du bosquet : ce motif, là encore, est récurrent chez Bosch, et est systématiquement associé à l'intempérance[15].

Même si la signification de ce groupe semble moins immédiate que pour celle des personnes à terre se disputant le foin, elle est selon toute probabilité, et en conformité avec l'ensemble de l’œuvre moralisante de Bosch, à chercher du côté d'une dénonciation de la luxure, complémentaire de celle de la concupiscence. La quête des plaisirs détourne en effet de Dieu les six créatures humaines situées en haut du chariot de foin, par les séductions de la musique et de l'amour pour le couple d'élégants, par le désir charnel pour le couple de paysans, mais peut-être aussi pour le joueur de luth qui regarde avec insistance la jeune femme en face de lui, par le voyeurisme qui semble animer le personnage caché derrière le bosquet. Le démon redouble d'ailleurs les séductions de la musique. Larry Silver rappelle en outre qu'au sommet du chariot de foin du cortège d'Anvers de 1560 trônait un satyre bleu nommé « Trompeuse Tentation ».
- Tout en haut du panneau, dans un large nuage blanc dont le centre s'illumine autour d'un demi-disque d'or, et qui se détache sur le ciel bleu, un Christ portant une toge rouge sur les épaules ouvre les bras. Sa plaie saignante au côté droit, ainsi que les stigmates de ses paumes, sont nettement visibles. Seuls l'Ange, et le spectateur, tournent encore leurs regards vers le Christ de douleur, qui appelle vainement les hommes à lui.

## Les autres volets

### Le volet de gauche

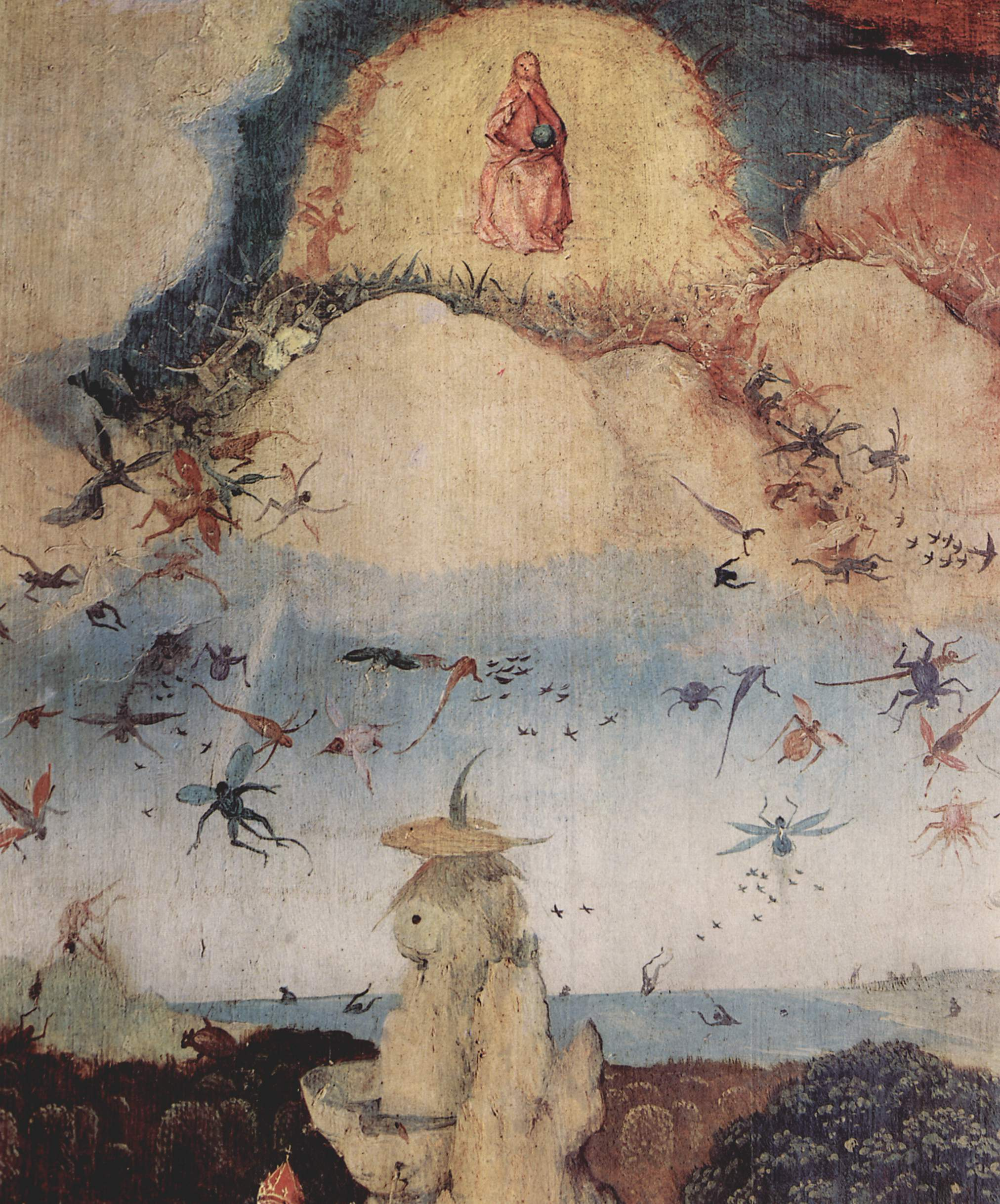
Détail de la chute des anges rebelles

Le panneau de gauche représente l'introduction du péché dans le monde divin, avant qu'il rayonne dans la vie terrestre sur le panneau central. La composition comporte deux parties distinctes : la première occupe le tiers supérieur du panneau, et représente le ciel, alors que la seconde représente le Paradis terrestre. Le thème général est à rapprocher de celui du panneau de gauche du triptyque du Jugement dernier, également de Jérôme Bosch, conservé au musée de l'Académie des beaux-arts de Vienne.
Dans le ciel, tout d'abord, est représentée la Chute des anges rebelles, épisode absent de la Genèse, mais qui sera par exemple repris par Pieter Bruegel l'Ancien comme sujet d'une œuvre de 1562 . De part et d'autre de Dieu qui trône en majesté dans un demi-disque solaire se trouvent, à sa droite, une partie bleue derrière des nuages blancs renvoyant au bien, à sa gauche (à la droite du panneau) une partie rougeoyante et plus sombre symbolisant le mal. Les anges tombent en cohortes continues des nuages dans le ciel, et se noient dans la mer, représentée à l'arrière-plan du paysage qui occupe les deux tiers inférieurs du panneau. Dans leur chute, les anges rebelles se transforment en animaux, essentiellement en insectes, et viennent envahir le Paradis terrestre en y apportant le mal, inconnu jusqu'alors.
Les deux tiers inférieurs du panneau représentent donc le Péché originel dans le Paradis terrestre, en trois épisodes renvoyant précisément à la chronologie de la Genèse. Alors que le sens de lecture du panneau conservé à Vienne va du bas vers le haut, le panneau du Chariot de foin au contraire se lit de haut en bas. Les différentes étapes se lisent donc dans une continuité du paysage, du plan le plus éloigné vers le premier plan. Les sauts temporels sont matérialisés par les arbres et arbustes et les amas rocheux dessinant des sortes de haies dans ce Paradis terrestre où errent, indifférents les uns aux autres, les animaux calmes et paisibles créés par Dieu. Adam et Ève sont représentés nus, conformément au texte de la Genèse — puisque la conscience de la nudité n'arrive qu'après le Péché originel.
Au troisième plan, tout d'abord, est représentée la création d'Ève par Dieu. Alors qu'Adam est endormi, et repose à terre sur le côté, Dieu, en manteau et tiare rouges (semblables à ceux du pape du panneau central) bénit Ève debout devant lui.
Le second plan représente le Péché originel. Une femme à corps de serpent qui s'enroule autour du tronc d'un arbre portant des fruits — l'Arbre de la connaissance du bien et du mal  — tend de sa main droite une pomme. Elle la propose directement à Adam, représenté de profil, qui tend la main droite vers elle, puisque Ève a déjà la sienne dans la main gauche, et qu'elle tourne la tête vers lui, comme pour l'inviter à goûter à son tour au Fruit défendu.
Au premier plan, enfin, un ange chasse de son bras armé d'une épée flamboyante Adam et Ève du Paradis terrestre : Adam se tourne vers lui pour le supplier de la main droite, alors qu'Ève se désolant, dans un geste de la main qu'elle ramène vers son visage, se tourne vers la droite du panneau. Le sens de lecture de cette dernière scène, de la gauche vers la droite, assure la continuité logique du triptyque, puisque la sortie du Paradis terrestre correspond au panneau central, représentant le monde des hommes envahi par le vice et l'oubli de Dieu. L'appétit d'Adam se traduit donc, dans le panneau central, par la ruée vers le foin. Et à la condamnation d'Adam et Ève chassés du Paradis terrestre correspond le passage du chariot dans les Enfers du panneau de droite, salaire inévitable des âmes pécheresses.

### Le volet de droite
Le volet de droite représente, comme sur les triptyques du Jugement dernier et du Jardin des Délices, les Enfers, le lieu de damnation et de supplices où sont immanquablement voués les hommes en proie aux vices, et vers lequel se dirige dangereusement le Chariot de foin. Sa position dans le triptyque renvoie à la main gauche de Dieu et du Christ, représentés de face sur les deux autres panneaux, et qui désigne traditionnellement les âmes damnées. Deux créatures hybrides encadrent d'ailleurs un homme qui regarde derrière lui le monde terrestre qu'il vient de quitter.

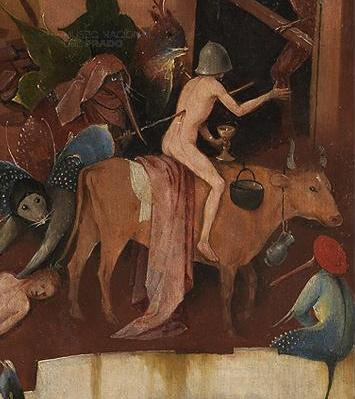
Détail du panneau de droite

Les hommes, dénudés, sont en proie aux pires supplices : l'un, au premier plan, est englouti dans la gueule démesurée d'une créature à tête de poisson, alors qu'un serpent s'enroule autour de sa jambe; un autre est attaqué et dévoré par des monstres à l'apparence de chiens; un autre encore a le ventre fendu, et est transporté la tête en bas par une créature sonnant la trompe; une femme gît sur le sol, les bras derrière le dos, tandis qu'un crapaud lui couvre le sexe; un autre enfin, casqué, percé d'une flèche, et tenant un calice, est sur le dos d'un bœuf.
Le plus singulier du panneau reste cette tour ronde au milieu à droite du panneau que les créatures infernales sont en train d'élever. Elles s'y activent de toutes parts, que ce soit en taillant des poutres, à gauche, ou en montant celles-ci au sommet de la tour à l'aide d'une potence, ou encore en s'adonnant à des travaux de maçonnerie, en montant le ciment par une échelle, et en alignant les briques en haut d'un échafaudage.
À l'arrière-plan se découpe, sur un ciel rougeoyant envahi par le feu et la fumée, le profil noir de bâtiments en proie aux flammes. De minuscules silhouettes de corps morts, noyés dans le fleuve situé devant le bâtiment du centre, ou pendu aux murs de ce même bâtiment, complètent ce paysage d'Apocalypse.
Soit qu'il s'agisse de prévenir le spectateur, afin de le détourner des vices, soit qu'il s'agisse de lui montrer le spectacle effroyable des hommes qui se sont détournés du message de Dieu afin qu'il les condamne absolument, la perspective moralisante de Jérôme Bosch paraît ici des plus claires, même si l'iconographie bute sur la signification exacte de cette tour infernale.

### Les volets latéraux refermés

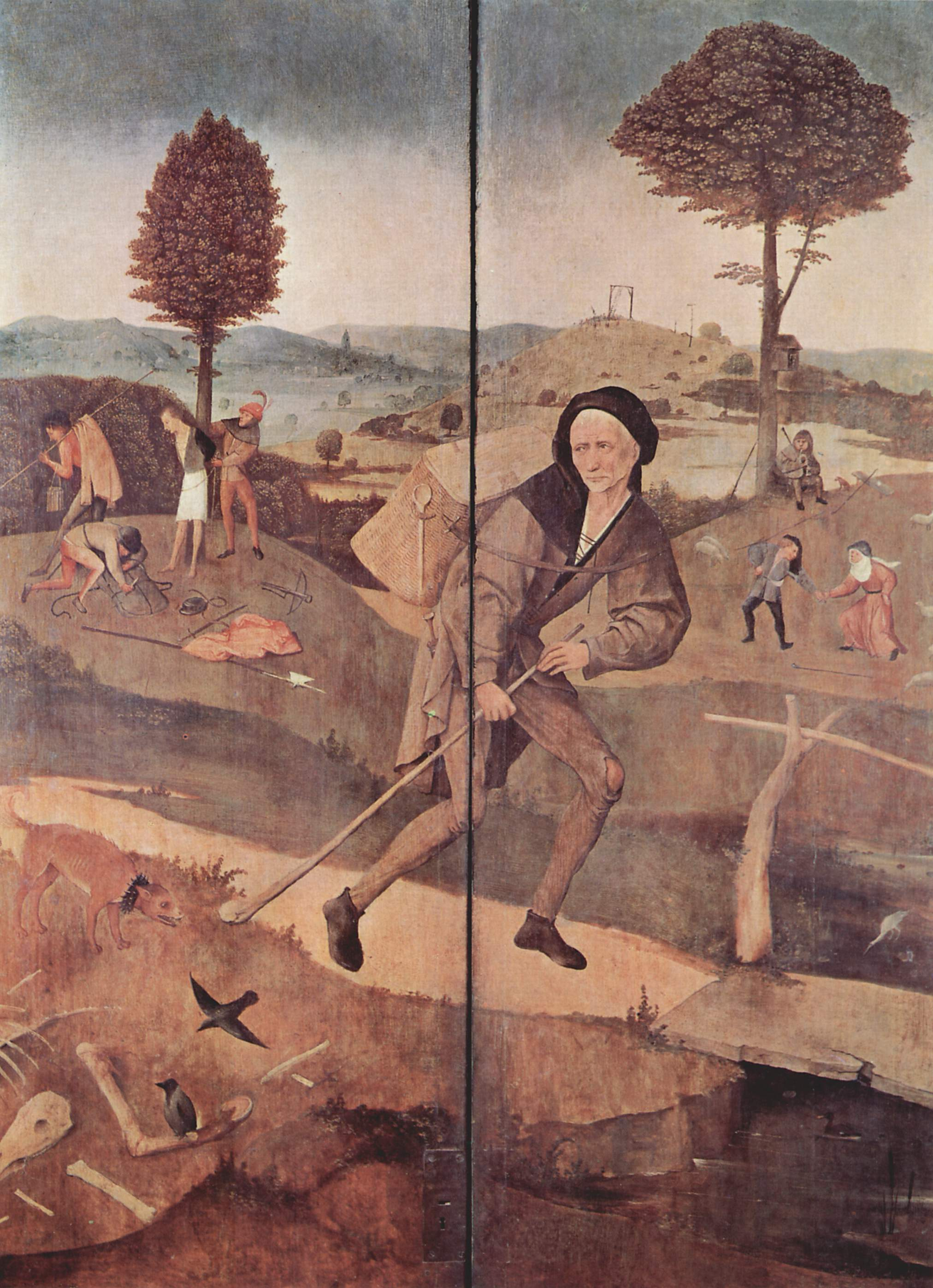
Revers du triptyque du Chariot de foin, huile sur bois,, musée du Prado

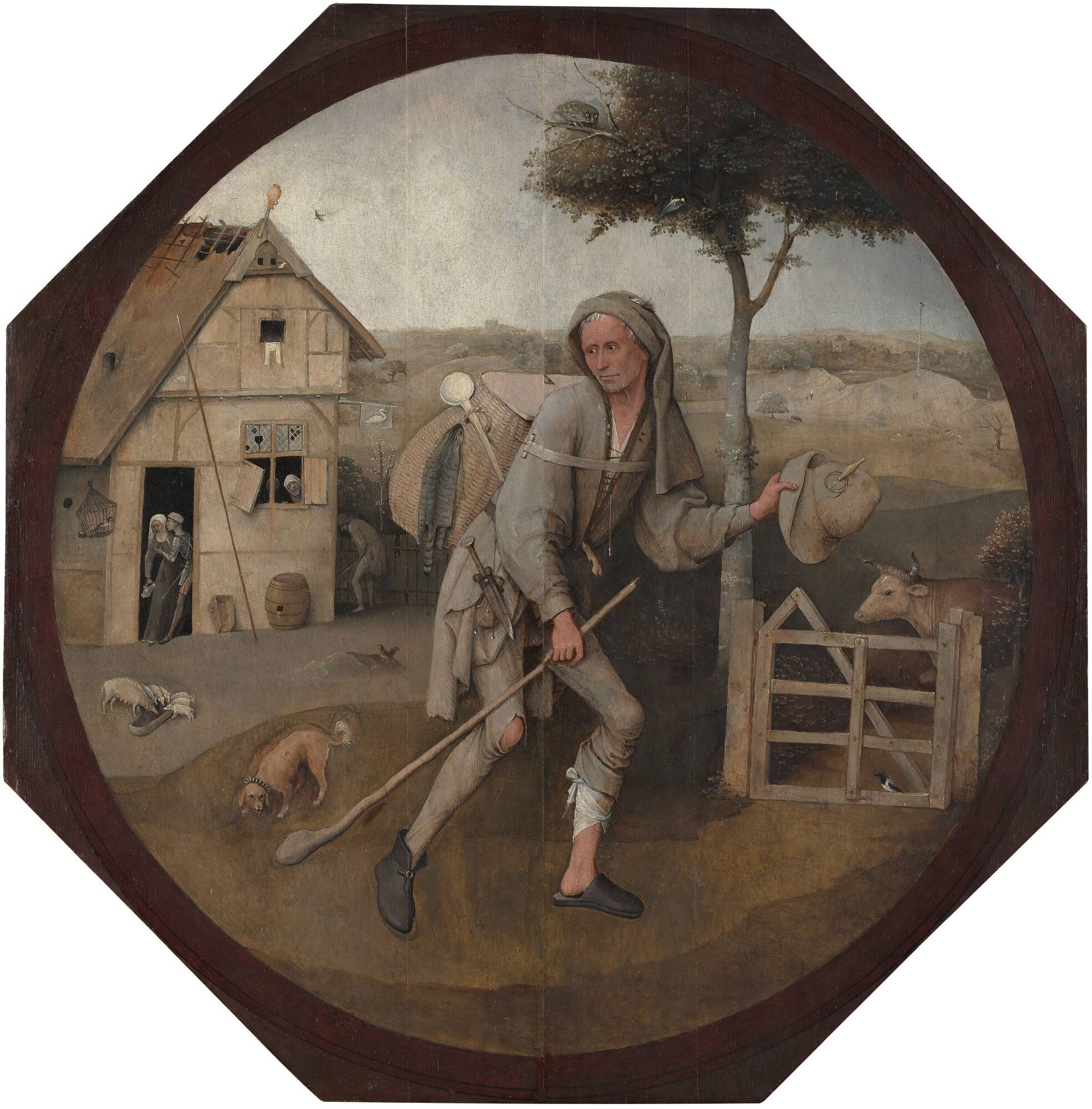
Le Voyageur, ou Le Fils prodigue, tondo, diamètre 71.5 cm, Huile sur bois, Rotterdam, Museum Boymans-van Beuningen

Le triptyque refermé représente, sur la face extérieure des panneaux latéraux, Le Colporteur, première version d'un sujet que Jérôme Bosch reprendra dans un tondo à cadre octogonal, à la technique nettement supérieure, mais aux détails sensiblement différents.
Le sujet a donné lieu à de nombreuses hypothèses, ainsi qu'en témoignent les différents titres proposés, entre autres, L'Enfant prodigue, Le Colporteur, Le Chemin de la vie, Le Voyageur, Le Vagabond, ou encore Le Fou errant.

#### Description
Le panneau représente un homme d'âge mûr, aux traits marqués et aux cheveux blancs partiellement cachés sous un capuchon noir. Il porte un vêtement brun déchiré au genou gauche et des souliers noirs. Il a sur le dos une large hotte en osier, sur laquelle est suspendue une cuiller de bois. Il porte au côté une dague. Il a dans les mains un bâton de voyageur au bout large. Marchant sur un chemin qui traverse la campagne, il s'avance vers un pont de pierre (fissuré) qui enjambe une rivière sur laquelle nage un canard et à laquelle s'abreuve un oiseau blanc au long cou (un héron?). Mais au lieu de regarder devant lui, il a le haut du corps, et le regard, tournés vers l'arrière.

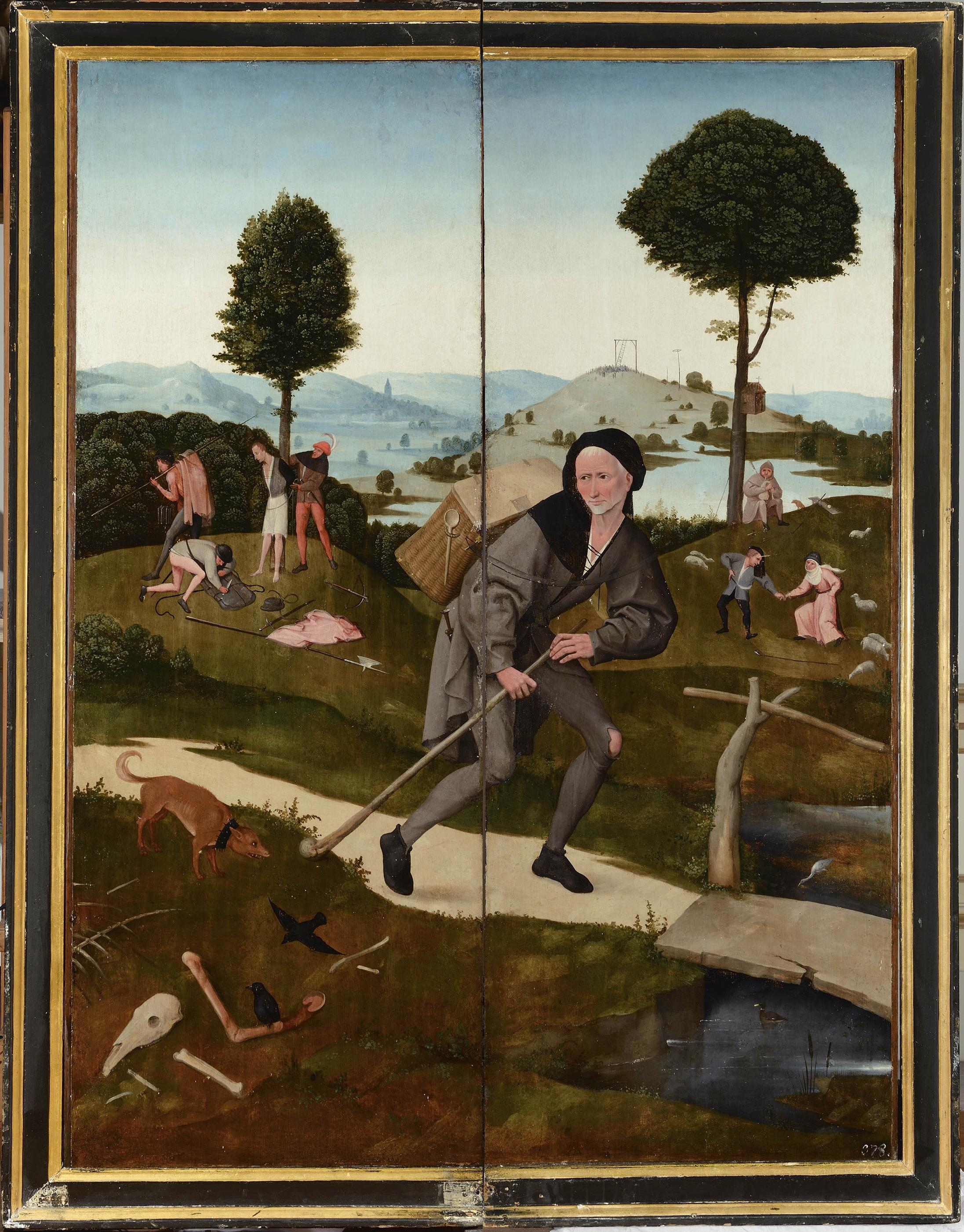
Version de l'Escurial

Peut-être est-il détourné un instant par les aboiements du chien roux situé juste derrière lui, aux côtes saillantes, au poil dressé, au collier hérissé de pointes, et à la gueule entrouverte qui montre des crocs menaçants. Juste devant le chien, dans l'angle inférieur gauche, des os blanchis gisent par terre : le crâne, mais surtout la patte, à laquelle des lambeaux de peau et de chair sont encore attachés, et le sabot en l'air permettent de reconnaître un cheval, ou un âne. On remarque également deux oiseaux noirs — associés traditionnellement aux mauvais augures — : le premier posé sur le tibia, le second planant à ras du sol.
Au-dessus du chemin, sur une petite colline, dans la partie gauche du tableau, se déroule une scène de vol. Un homme dépouillé de ses vêtements (sa chemise blanche tombant aux genoux laisse voir ses jambes et ses pieds nus) est en train de se faire lier les mains derrière le dos, autour du tronc d'un arbre. L'auteur de ce forfait est un homme situé derrière lui, en costume de soldat, avec un chapeau rouge surmonté de plumes rouges et blanche. Ses deux complices sont devant la victime. Le premier, nu-tête, quitte la scène du vol en s'éloignant vers le hors-cadre, à gauche; il porte au creux de son bras droit une lanterne, et dans sa main une lance, sur laquelle est jetée un manteau rouge, appartenant vraisemblablement à la victime. Le second est agenouillé, et s'attache à découvrir, au moyen du couteau qu'il tient dans sa main droite, le contenu d'un sac à dos. À sa droite, plusieurs objets gisent éparpillés : les dépouilles de la victime (un chapeau noir, une lanière de cuir, une pièce de tissu rouge), et des armes de guerre qui permettent d'identifier les trois larrons comme des soldats déserteurs : une hallebarde, une épée, une arbalète.

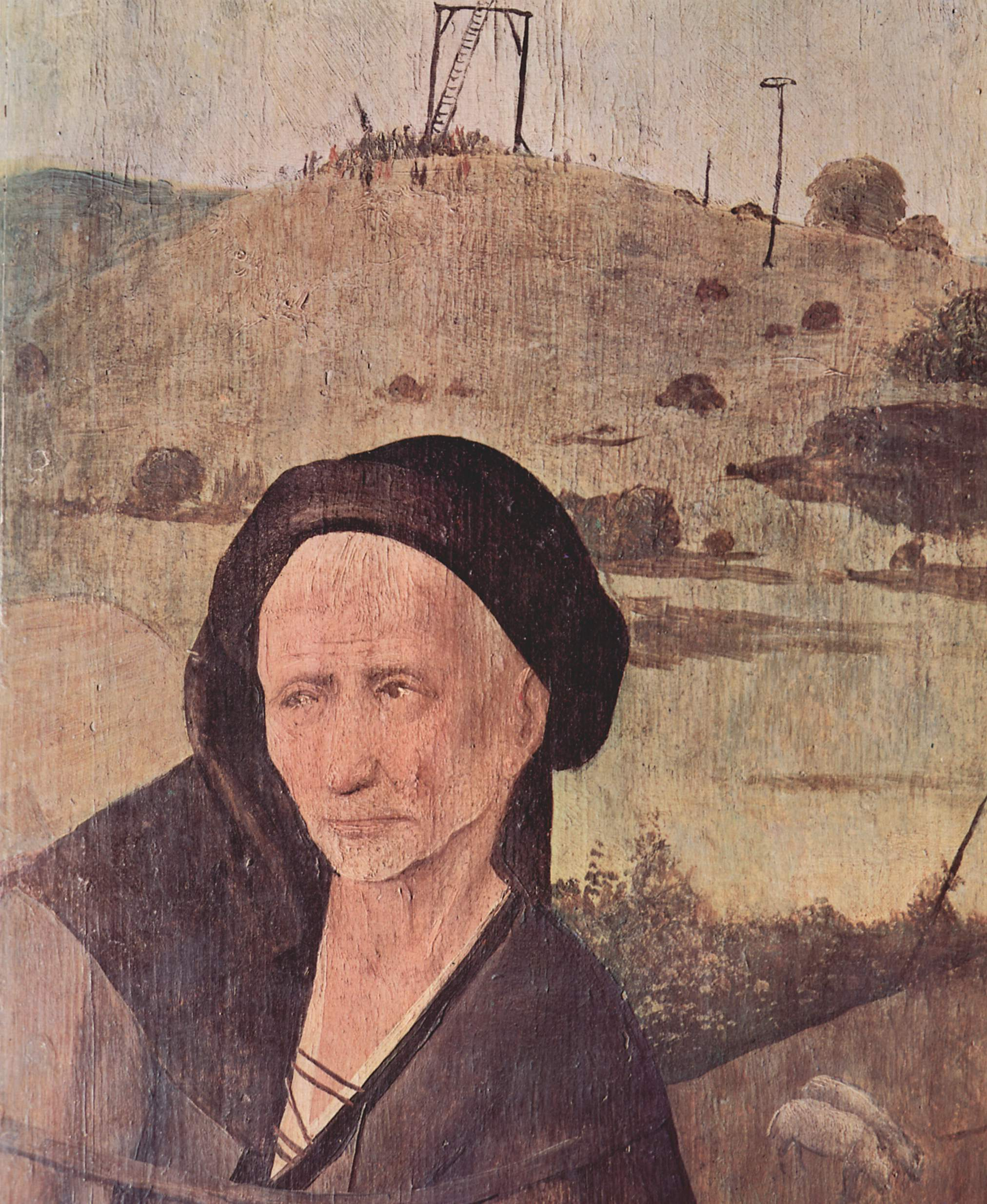
Détail de la tête du colporteur

À droite du tableau, dans un plan situé derrière la scène de vol, en contrebas du chemin, est représentée une scène bucolique, dans un pâturage. Un paysan au large sourire et une paysanne dansent en se tenant par la main, au son d'une cornemuse dont joue un musicien assis par terre, adossé à un arbre sur le tronc duquel est fixé un nichoir. À droite du joueur de cornemuse, on voit un petit chien assis, et un banc sur lequel on distingue une pelote blanche, et un bâton, abandonnés. Devant le couple dansant, on remarque le même type de bâton, à terre. Sept moutons paissent dans le pré.
Dans un plan plus lointain encore, on distingue, au sommet d'une colline, une foule massée autour d'un gibet, sur lequel repose une très haute échelle, et un mât au sommet duquel se trouve une roue de suppliciés.
Ces cinq plans successifs jouent sur des couleurs relativement restreintes et uniformes : les tons ocre et bruns dominent — les taches rouges des vêtements guidant l'œil vers les deux scènes secondaires, à gauche, par le chapeau, la chemise et les collants des voleurs, et les vêtements de la victime, à droite, par la robe de la paysanne.
Le quart supérieur du tableau en revanche représente un paysage — un lac, des collines, un clocher — qui s'efface progressivement vers l'horizon dans un dégradé bleuté, avant de montrer le ciel.

#### Analyse et significations

##### La parabole du fils prodigue
L'interprétation qui ferait du sujet du panneau une allusion à un épisode de la parabole du Fils prodigue de l'Évangile selon Luc, illustrant plus particulièrement le retour du fils, appauvri et repentant, vers le père, est aujourd'hui largement contestée. Non seulement, l'âge du personnage de Bosch ne correspond pas à celui du fils de la parabole, mais aucun des détails du panneau ne renvoie explicitement aux éléments qui permettent habituellement de reconnaître la fable (par exemple l'argent qu'il « dilapide dans une vie de désordre », ou les porcs qu'il doit garder dans les champs quand il se retrouve sans ressources). En outre, le détail de la hotte en osier tressée qu'il porte sur le dos, et qui désigne clairement un colporteur, serait dans ce contexte proprement inexplicable.

##### Une allégorie de la vie
Le colporteur a également pu être considéré comme une représentation de l'homme sur la route de la vie, en proie aux dangers et aux tentations de la vie terrestre. Cette interprétation a l'avantage de convoquer moins l'érudition que l'observation des panneaux, et de donner une version réaliste, à échelle humaine, du message proposé dans le triptyque ouvert. Larry Silver convoque l'Évangile selon Matthieu pour confirmer le symbolisme religieux de la route : « spacieux est le chemin qui mène à la perdition, et nombreux ceux qui s'y engagent; combien étroit est […] le chemin resserré qui mène à la vie, et peu nombreux ceux qui le trouvent », et la menace que peut constituer le pont de pierre fissuré que le voyageur ne voit pas se dresser devant lui : « Si un aveugle guide un aveugle, tous les deux tomberont dans un trou. » Tolnay (1965) quant à lui évoque le Psaume XXV : « Éternel! fais-moi connaître tes voies, Enseigne-moi tes sentiers. » (Psaumes, XXV, 4). Mais ces références savantes ne sont d'ailleurs pas entièrement nécessaires pour attribuer à la route une valeur métaphorique, somme toute banale et usée, désignant le trajet de la vie.
Les scènes de l'avant et l'arrière-plan seraient alors à comprendre comme des représentations des dangers qui guettent le voyageur, qui pourraient le détourner du chemin, et le mener à sa perdition.
La cuiller de bois sur la hotte, élément récurrent des compositions moralisantes de Bosch, désigne habituellement l'intempérance et la gourmandise, les vices qui menacent l'homme lui-même.
La scène de danse, quant à elle, évoquerait les tentations extérieures qui détournent les hommes de la voie de la vertu. La cornemuse, chez Jérôme Bosch, est souvent associée au vice, notamment à la luxure. Et le couple de paysans abandonne son travail pour jouir de plaisirs futiles, comme en témoignent les bâtons qu'ils ont délaissés, les moutons qui se promènent en dehors de la surveillance du pasteur, ou la boule blanche (de laine?) sur le banc, évocation (possible) de l'activité de filage que la femme a un instant oubliée.
La scène de vol renverrait à l'insécurité des chemins, à la cupidité et la violence des routiers, ces déserteurs sans honneur ayant abandonné l'armée pour se faire bandits de grands chemins. L'idée d'agression serait redoublée par le chien aux crocs et au collier menaçants — en qui il n'est pas non plus forcé de voir une représentation de Cerbère, le gardien des Enfers — dans l'angle inférieur gauche.

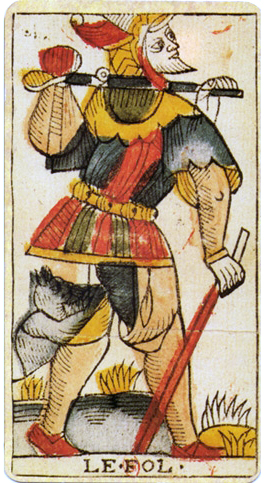
Le Mat, Tarot de Marseille de Jean Dodal, début du XVIIIe siècle

Tous ces dangers pourraient mener à la mort, comme en témoignent les os blanchis et les oiseaux noirs présents dans le même angle inférieur gauche, et les vices à la condamnation par la justice des hommes, comme l'annoncent la roue, et surtout le gibet situé juste au-dessus de la tête du colporteur.
Mais l'homme poursuit son chemin sur la route. Et s'il détourne un instant le regard pour le tourner vers l'arrière, il ne semble pas pour autant attiré par les vices, ou menacé personnellement par les dangers. On pourrait même considérer qu'il se sert de son bâton de pèlerin pour se défendre du chien, et continuer sa progression.

##### Le Fou errant
Le tableau a également été rapproché, notamment par Jacques Combe, du Mat, appelé aussi le Fou, vingt-deuxième arcane, généralement non numéroté, du tarot de Marseille. La carte comporte en effet le motif suivant, très proche du personnage de Bosch : un voyageur, portant sur son épaule un baluchon monté sur un bâton, et tenant dans son autre main un bâton de pèlerin, est pressé dans sa marche par un chien qui montre ses crocs, derrière lui. En divination, cette carte est associée à l'inconscience à l'égard des dangers — qui confine à la folie —, voire à l'expiation des péchés, ou au dernier degré de l'initiation : le colporteur pauvre quitterait ainsi ce monde mauvais, et sa folie serait le signe d'une innocence retrouvée qui lui ferait finalement enfin toucher la sagesse divine.

## Fortune et résonances de l'œuvre

### Influence chez Gillis Mostaert

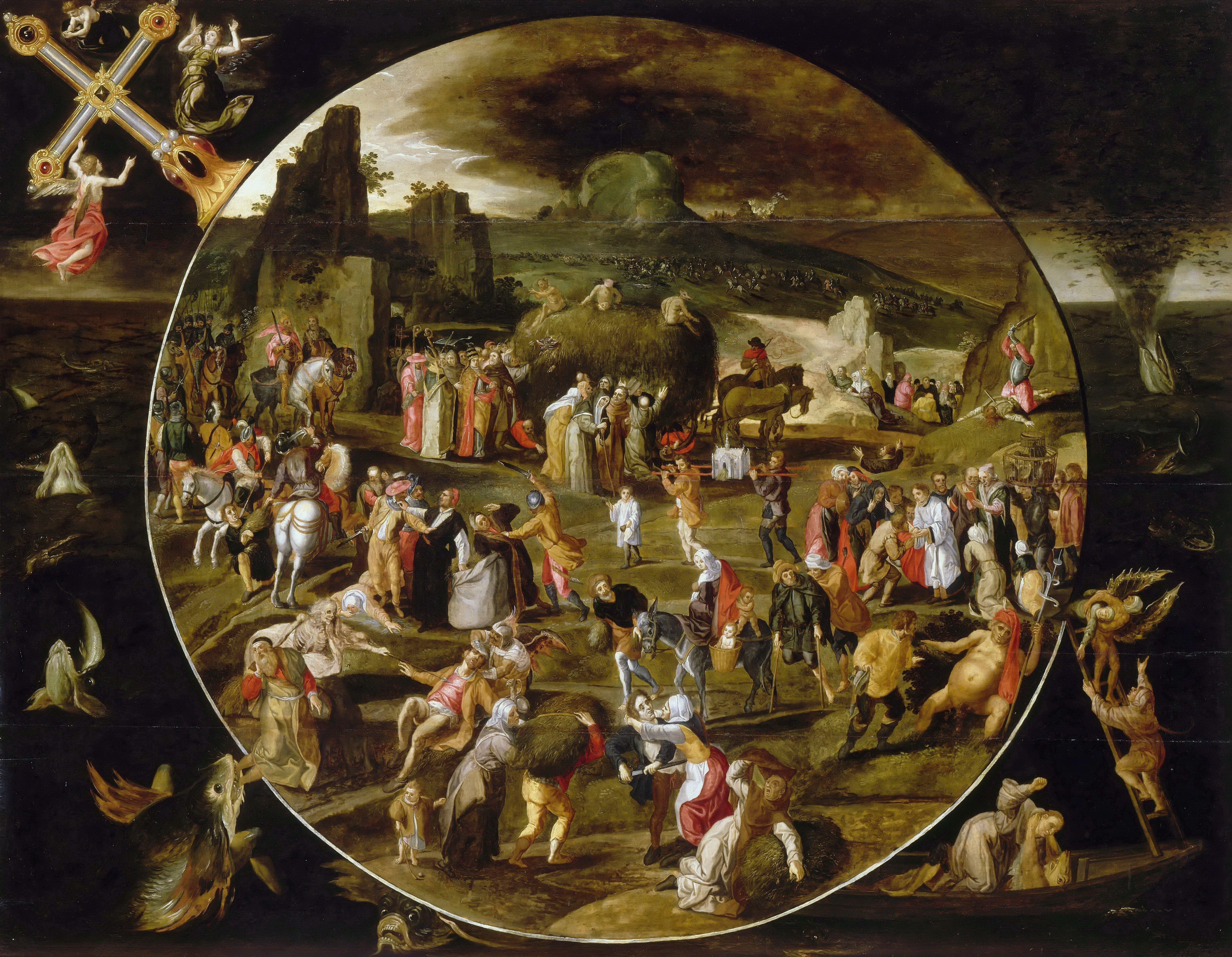
Gillis Mostaert, Le chariot de foin, d'après Jérôme Bosh

Le thème allégorique du chariot de foin est brillamment repris par le maître anversois Gillis Mostaert, grand admirateur de Jérôme Bosh, dans un tableau exposé au musée du Louvre .

### Allusions dansLa Vie mode d'emploide Georges Perec
Dans La Vie mode d'emploi de Georges Perec, Le Chariot de foin de Jérôme Bosch donne lieu à sept « Allusions et détails », parfois très minces, réparties dans les chapitres suivants :
- chapitre 11 : « […] un moine, gros et court, assis, tenant dans sa main droite un gobelet; il est vêtu d'une longue robe grise, avec une cordelière; sa tête et ses épaules sont pris dans un capuchon noir […] », p. 63[36]
- chapitre 18 : « […] un bœuf portant sur son dos un homme nu, casqué, qui tient dans sa main gauche un ciboire. », p. 93 (allusion au panneau de droite)
- chapitre 47 : « […] la carte représentant un homme armé d'un bâton, portant besace et poursuivi par un chien, que l'on nomme le mat, c'est-à-dire le fou. », p. 269 (allusion au triptyque fermé)
- chapitre 71 : « et l'arracheur de dents avec son bonnet rouge et ses prospectus multicolores; et le joueur de cornemuse qui l'accompagnait et qui soufflait dans ses tuyaux le plus fort possible et horriblement faux pour couvrir les cris des malheureux patients. », p. 425
- chapitre 74 : « et des monstres démoniaques à corps d'oiseau, de porc ou de poisson », p. 447
- chapitre 90 : « […] le curieux emblème que, toute sa vie, il a associé à ses activités : une pomme rouge cordiforme transpercée de part en part par un long ver et entourée de petites flammes. », p. 551
- chapitre 93 : « une sorte de diable à longue queue hissant au sommet d'une échelle un large plateau rond couvert de mortier », p. 562 (allusion au panneau de droite)